# Auto & Traktor Museum
Das Auto & Traktor Museum in Gebhardsweiler, einem Weiler der Gemeinde Uhldingen-Mühlhofen im Bodenseekreis, ist ein Museum mit insgesamt 350 Automobilen, Motorrädern und Traktoren. Die Fahrzeuge sind in eine Sammlung zahlloser Exponate einbezogen, mit denen die Entwicklung des Land- und Stadtlebens der letzten 100 Jahre dargestellt wird.
Seit Frühjahr 2013 ist das Museum geöffnet und zeigt auf 10.000 Quadratmetern fast 200 Traktoren aus Europa, Kanada, den USA und Australien. Im Frühjahr 2017 kamen 100 Oldtimer und 50 Motorräder vom Automobilmuseum Fritz B. Busch aus Wolfegg hinzu.
Zu sehen sind die ersten Versuche der Motorisierung in der Landwirtschaft und alle Facetten der Entwicklung in der Vor- und Nachkriegszeit am Beispiel von Traktoren und Autos.
Das Museum bietet eine Zeitreise durch 100 Jahre Stadt- und Landleben: Die Abteilung Landleben führt durch ein Dorf mit typischen Handwerkern wie Schmied, Schuhmacher und Fassmacher; in der Abteilung Stadtleben gibt es unter anderem einen Tabakladen, einen Kiosk und zeittypische Wohnzimmer zu sehen.
Das Museum ist barrierefrei. Ein Restaurant mit 200 Sitzplätzen ist angeschlossen. Während der Hauptsaison hat das Museum täglich von 09:30 Uhr bis 17:30 Uhr geöffnet.

## Lage
Das Museum liegt in Uhldingen-Mühlhofen am Bodensee. Es ist von der B31, Ausfahrt Oberuhldingen aus zu erreichen.

## Struktur des Museums

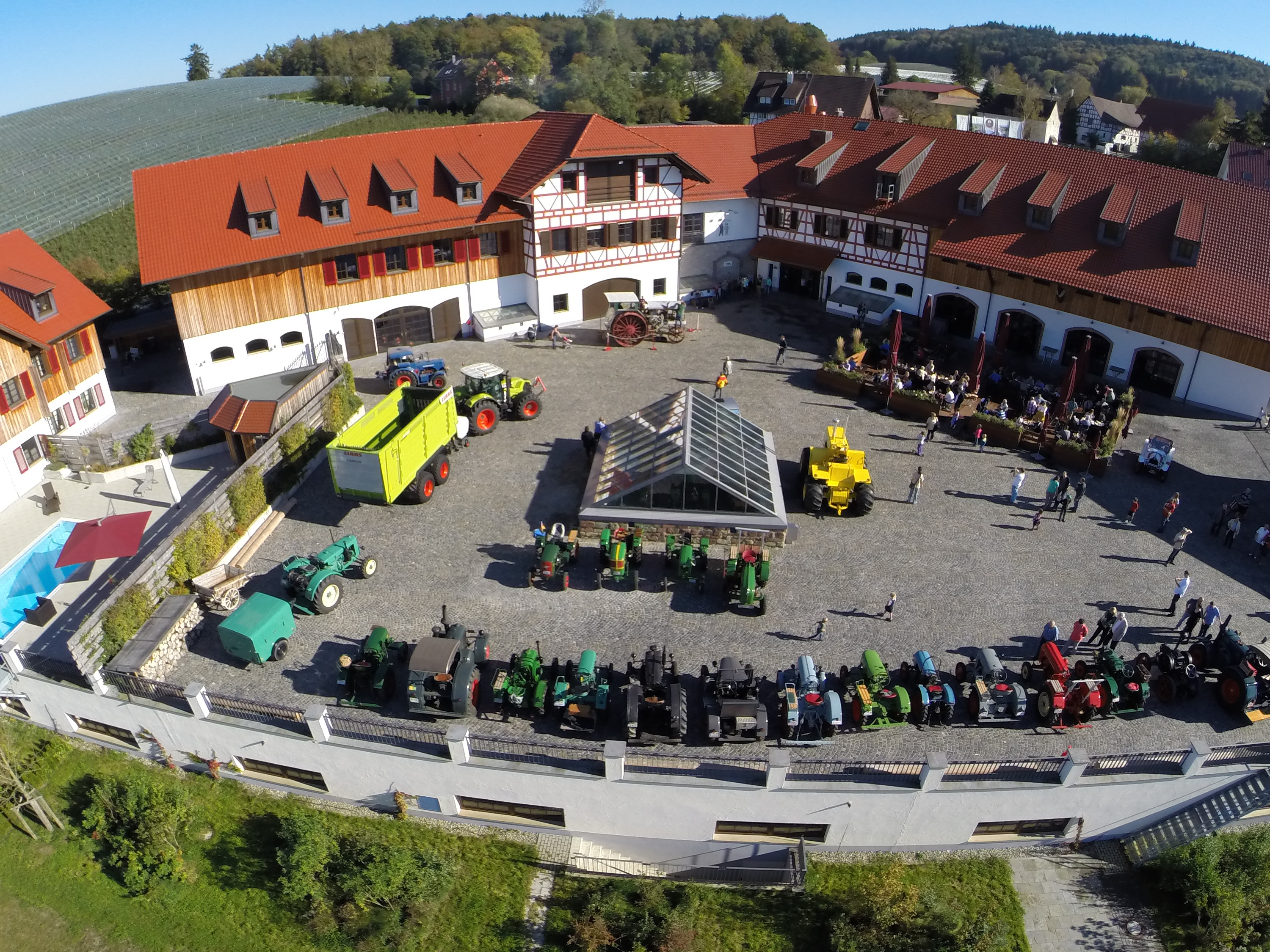
Gebäude des Auto & Traktor Museum

### Gestaltung
Das Museum wurde im Frühjahr 2013 eröffnet. Besucher-Zielgruppen sind Familien, Vereine, Gruppen, Bodensee-Touristen, in der Landwirtschaft Beschäftigte sowie Auto- und Oldtimer-Interessierte. Der Eingang zum Museum ist im Erdgeschoss eines neuen Gebäudes. Das Museum selber befindet sich im Untergeschoss, Erdgeschoss, Obergeschoss und Dachgeschoss. Durch die Ausstellungsstücke führt ein barrierefreier Rundgang. Die einzelnen Stockwerke sind mit einem Aufzug zu erreichen.
Es wird das Land- und Stadtleben der letzten 100 Jahre dargestellt. Wichtig ist für den Museumsinhaber, die Exponate in möglichst historischer Umgebung zu zeigen. So werden auch frühere Werkstätten der Wagner, Küfer und Schmiede ausgestellt, einschließlich Originalwerkzeug.

### Aufbauphasen
Das Museum stellt eine Privatsammlung von 200 historischen Traktoren aus den Jahren 1900 bis 1970 aus den Ländern USA, Schweiz, Deutschland und Frankreich sowie 150 Automobilen und Motorrädern aus.
Seit März 2017 ist die Sammlung von Fritz B. Busch vom Automobilmuseum von Fritz B. Busch im Auto & Traktor Museum integriert. Das Automobilmuseum von Fritz B. Busch in Wolfegg wurde 2016 geschlossen.
Angegliedert ist das Jägerhof Restaurant mit ca. 200 Sitzplätzen sowie einer Terrasse. Auch das Restaurant ist barrierefrei.

## Abteilung „Leben auf dem Lande“
In der Abteilung Landleben erlebt der Besucher einen interessanten Spaziergang durch ein altes Bauerndorf vorbei an Schmiedewerkstätten, vorbei beim Schuhmacher, Fassmacher und vielen anderen Handwerkern, wie sie früher in jedem Dorf vertreten waren. Natürlich gibt es in diesem Dorf auch eine alte Schule, einen Spielwarenladen oder ein Haushaltsgeschäft mit den ersten mechanischen Hilfen für den Haushalt, wie zum Beispiel die ersten Dampfkochtöpfe oder automatischen Äpfelschäler. Die 200 Traktoren sind der rote Faden durch die Ausstellung. Es wird Traktorenhistorie, durchsetzt von seltenen exotischen Exponaten und Modellen, chronologisch gezeigt.
Unter den ausgestellten Traktoren sind u. a.:
- Douglas Modell P, Bristol (UK), Baujahr 1915
- Case –12/25, Racine – Wisconsin (USA), Baujahr 1916
- Hanomag – SR45, Baujahr 1936
- Hela – L 25, Aulendorf (D), Baujahr 1944. MWM-Motor mit Holzvergaseranlage
- Hanomag – R455 S, Baujahr 1958

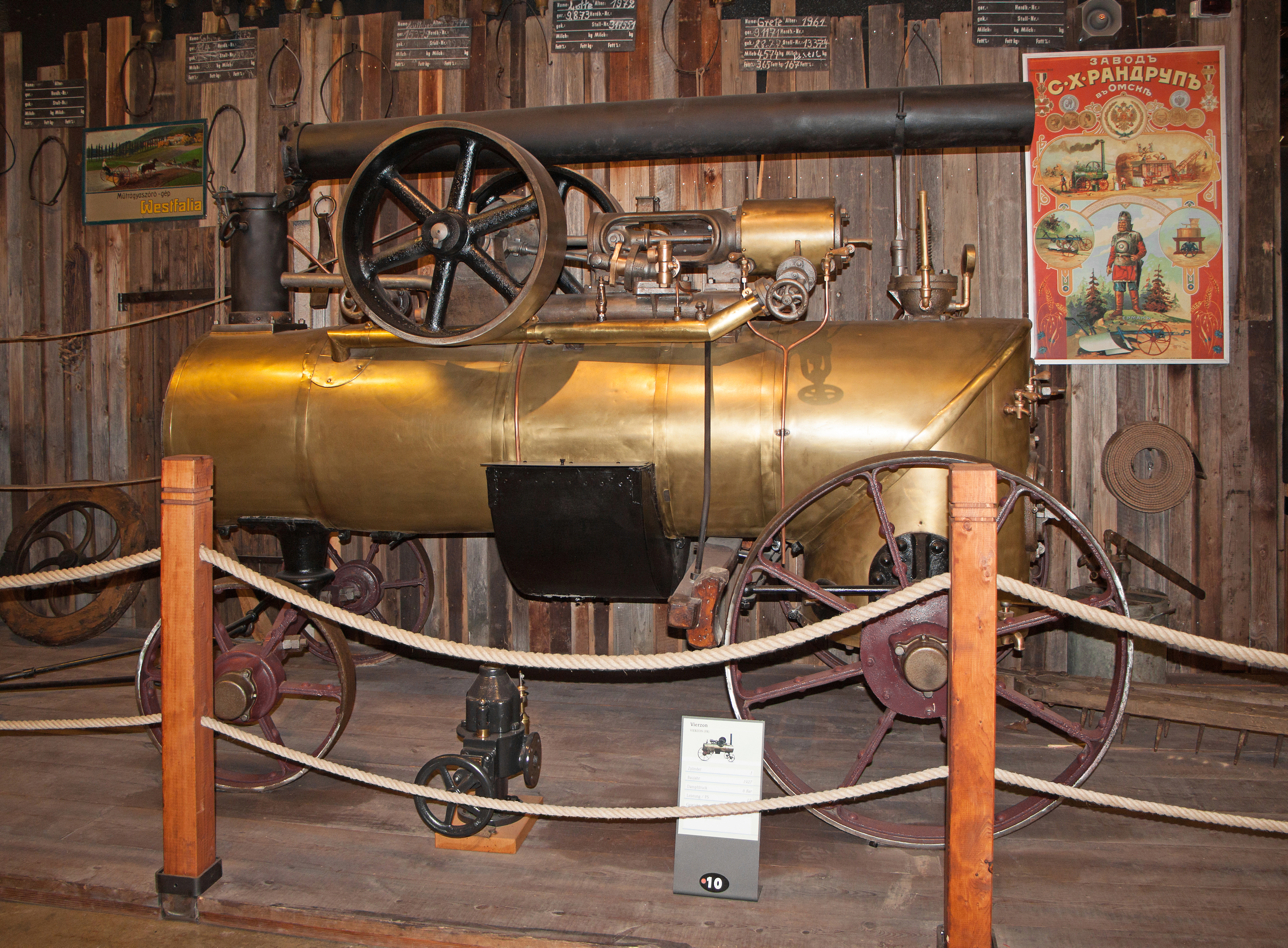
Lokomobile (1927) Société française de matériel agricole et industriel (SFMAI)
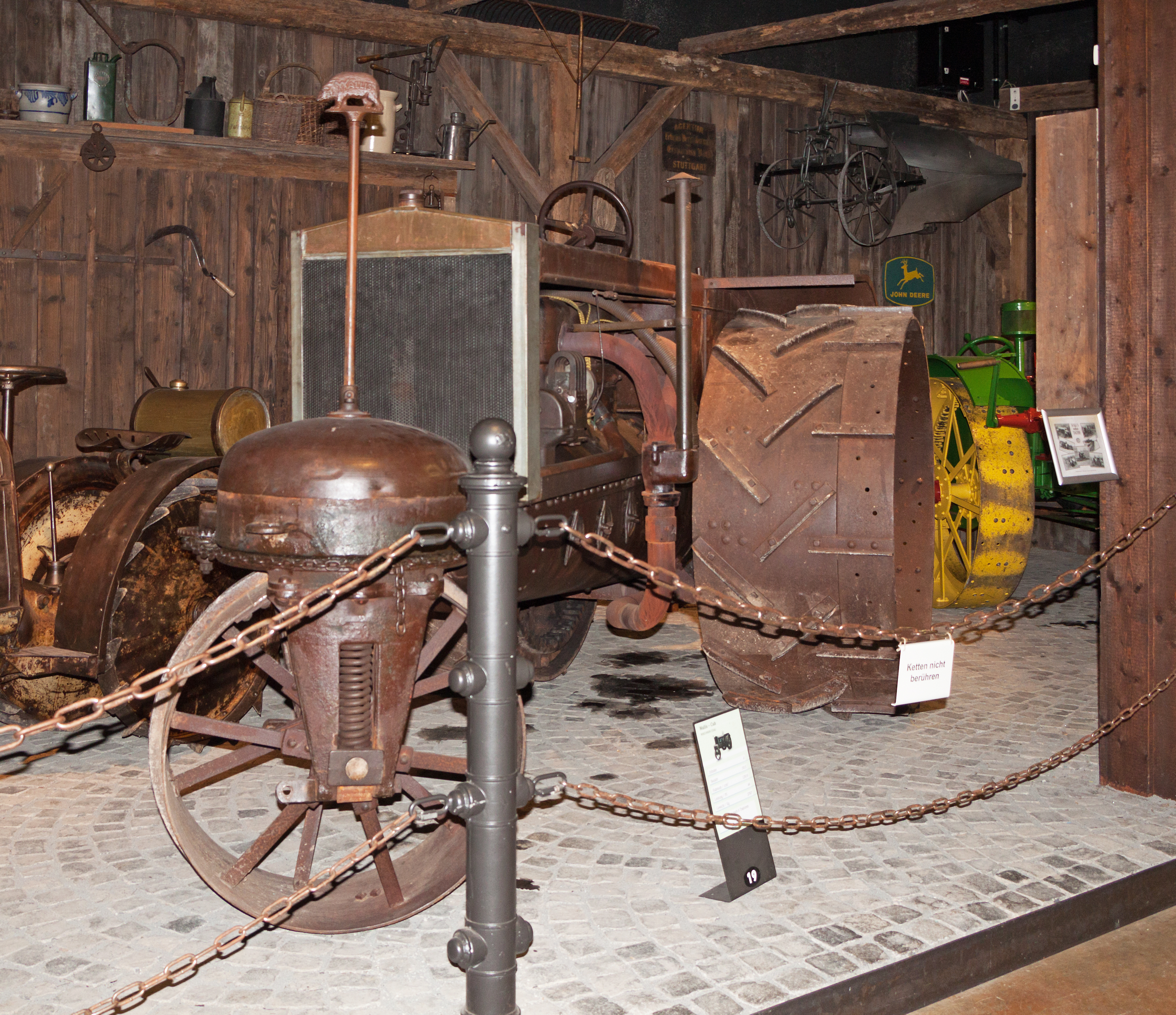
Wallis Cub (1915) Wallis Tractor Co.
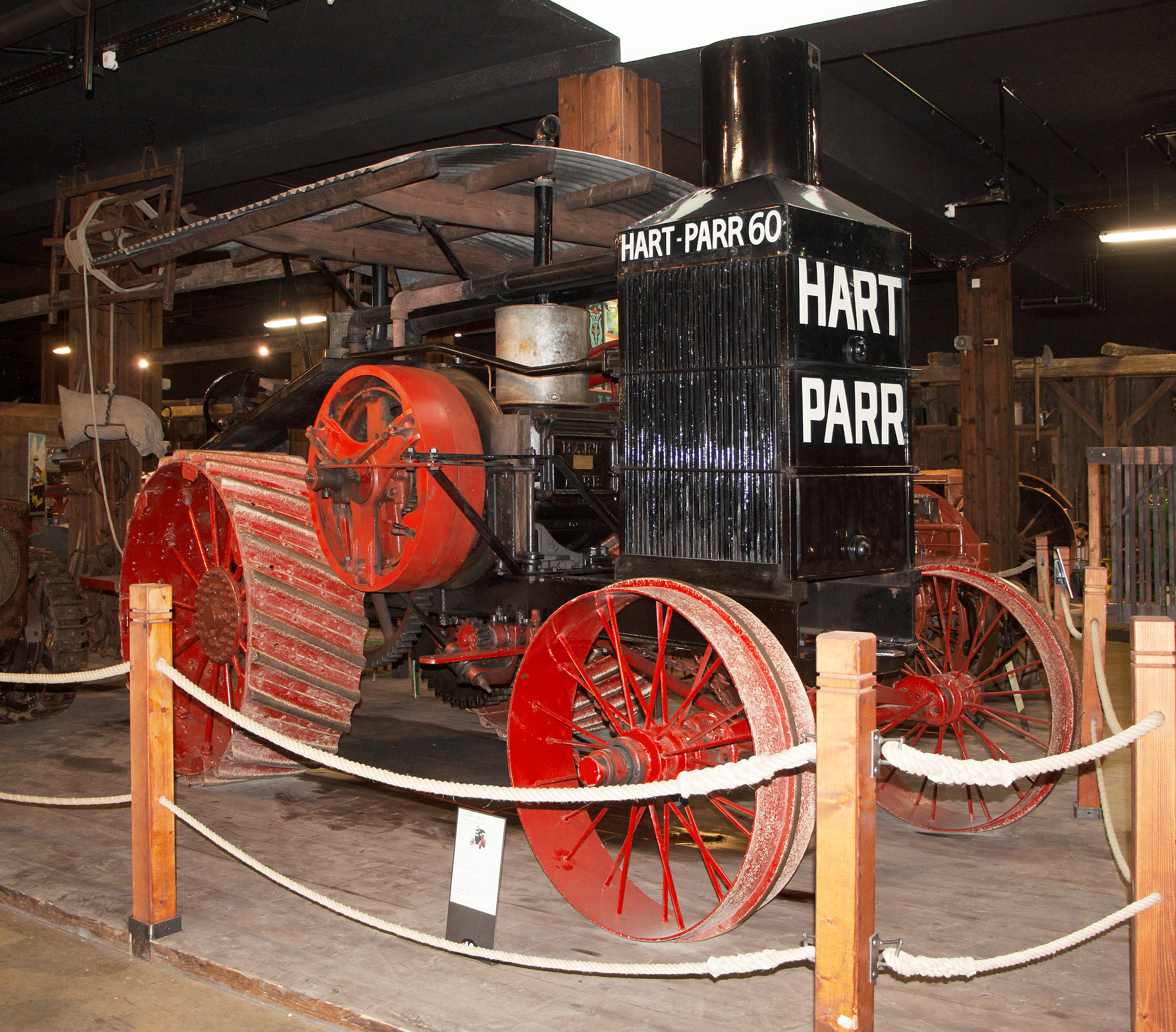
Hart-Parr 30-60 (1916) Hart-Parr Gasoline Engine Company
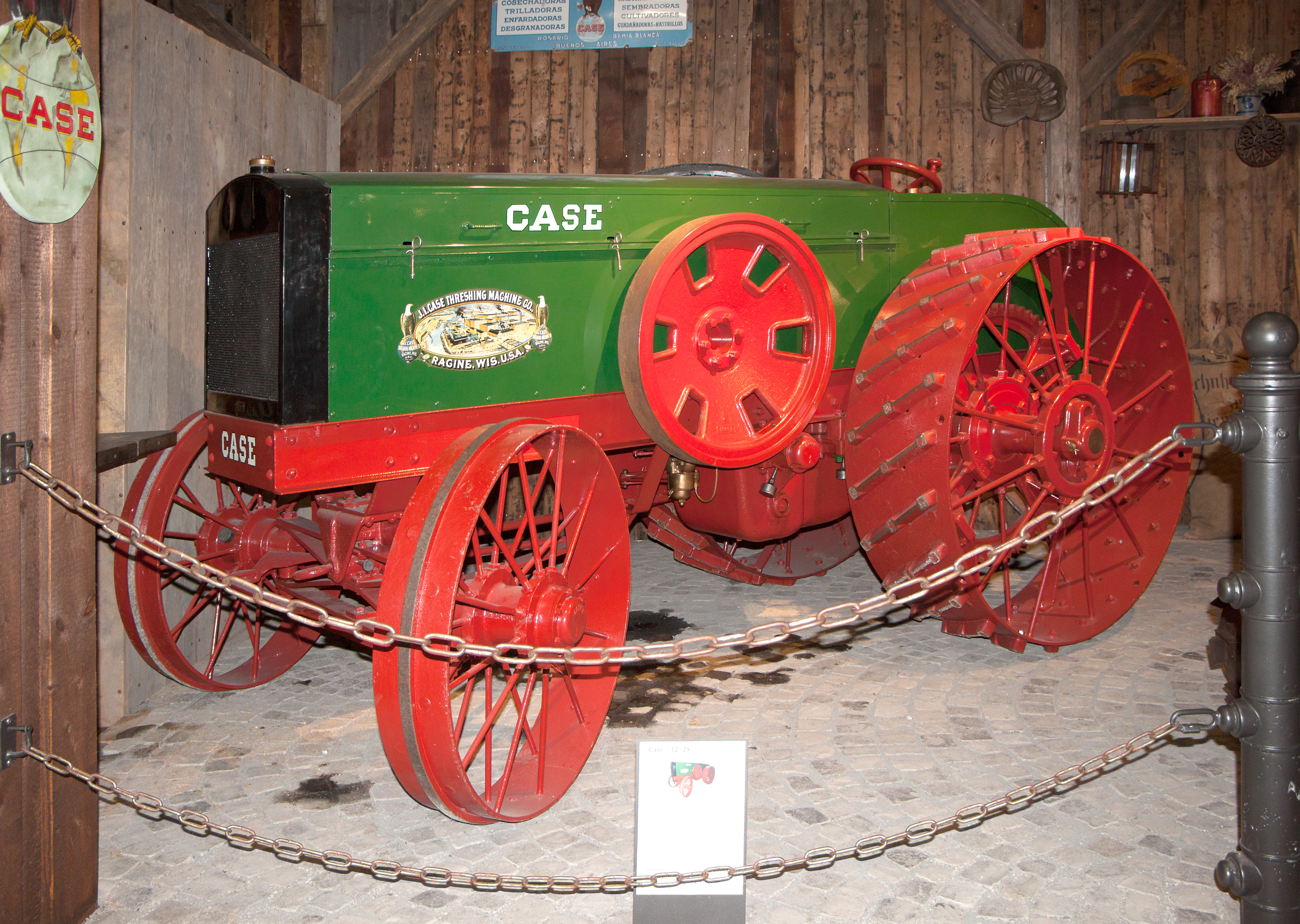
Case 12/25 (1916) Case Corporation
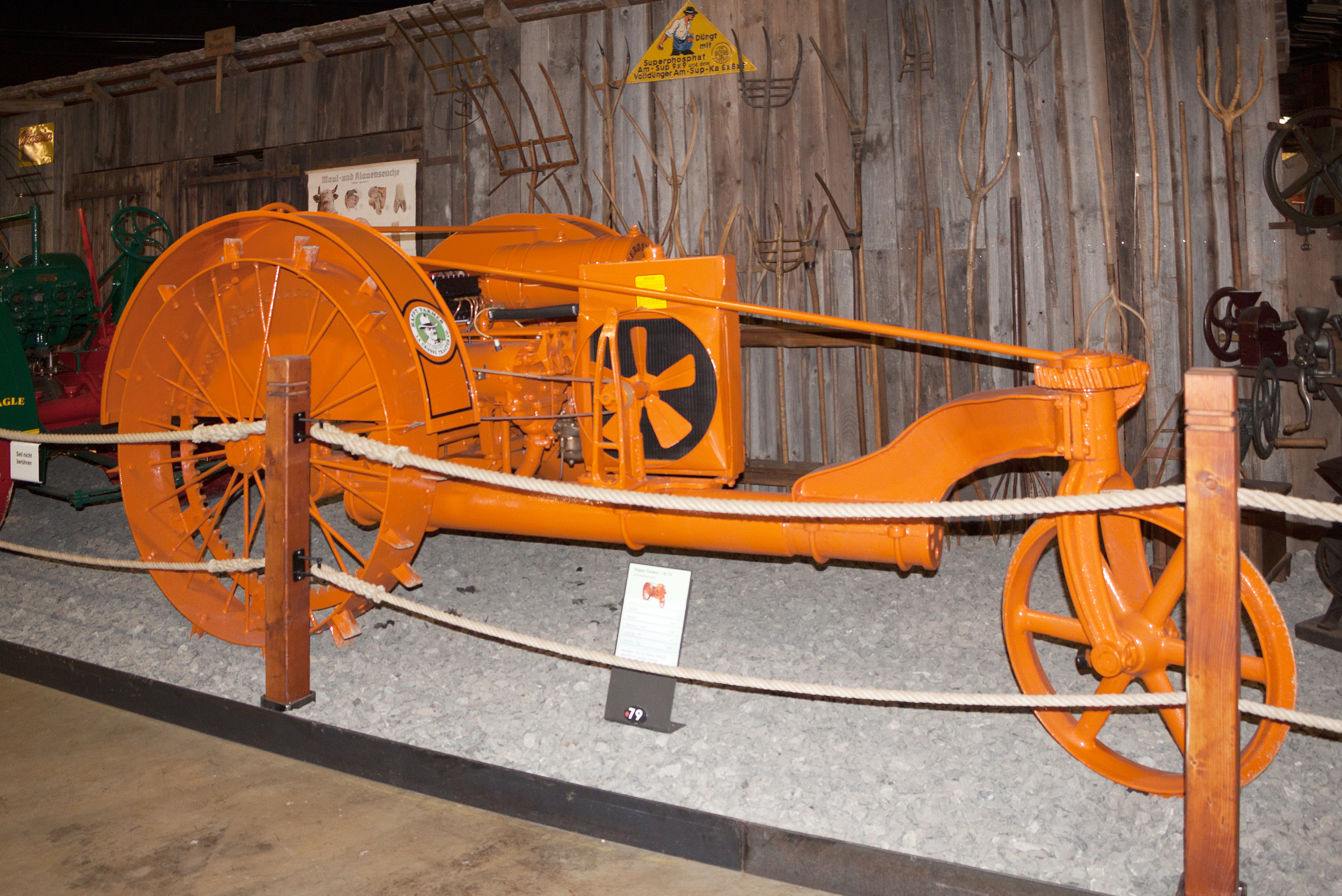
Happy Farmer 8-16 (1916) LaCross Tractor Co.
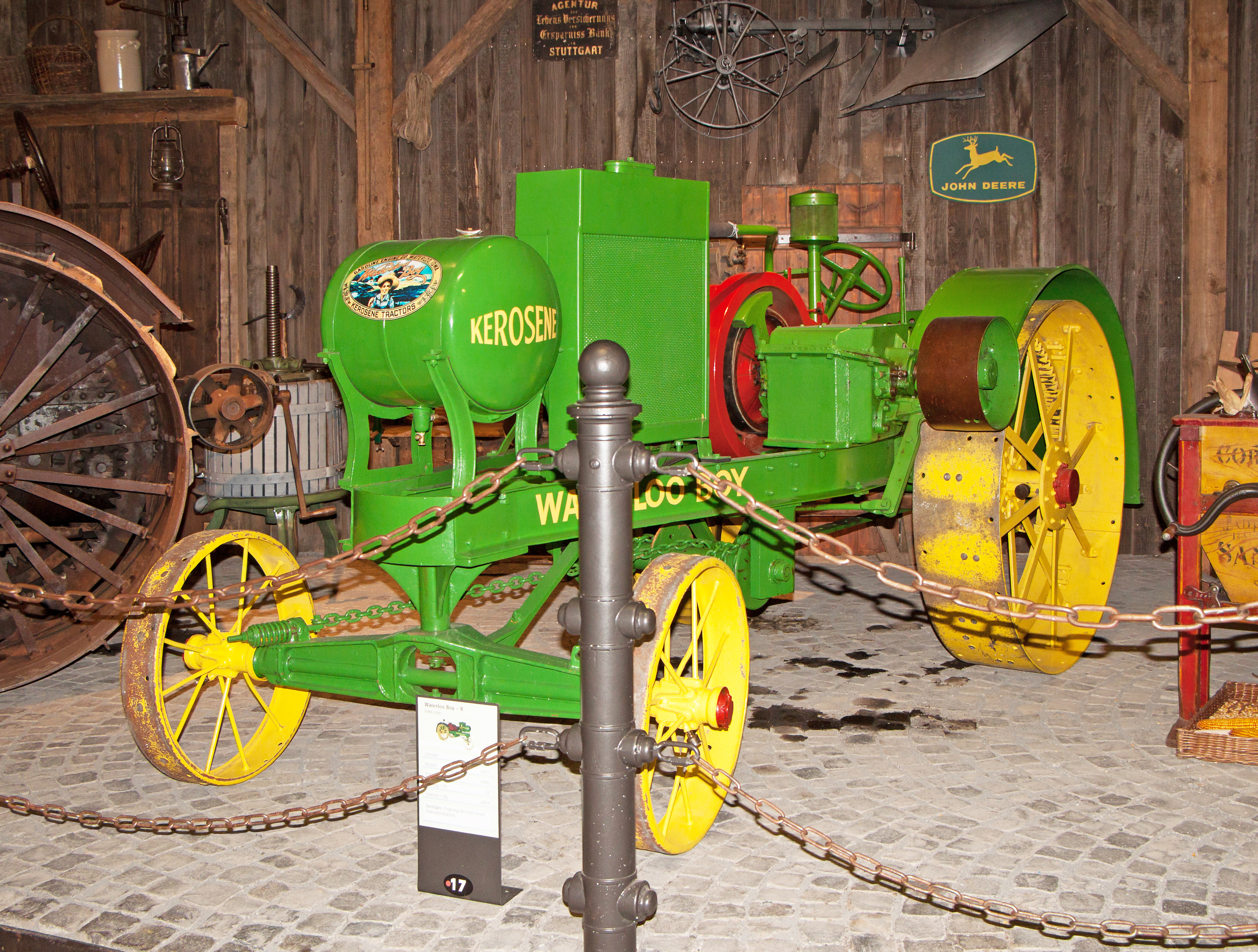
Waterloo Boy Model R (1917) Waterloo Gasoline Engine Company
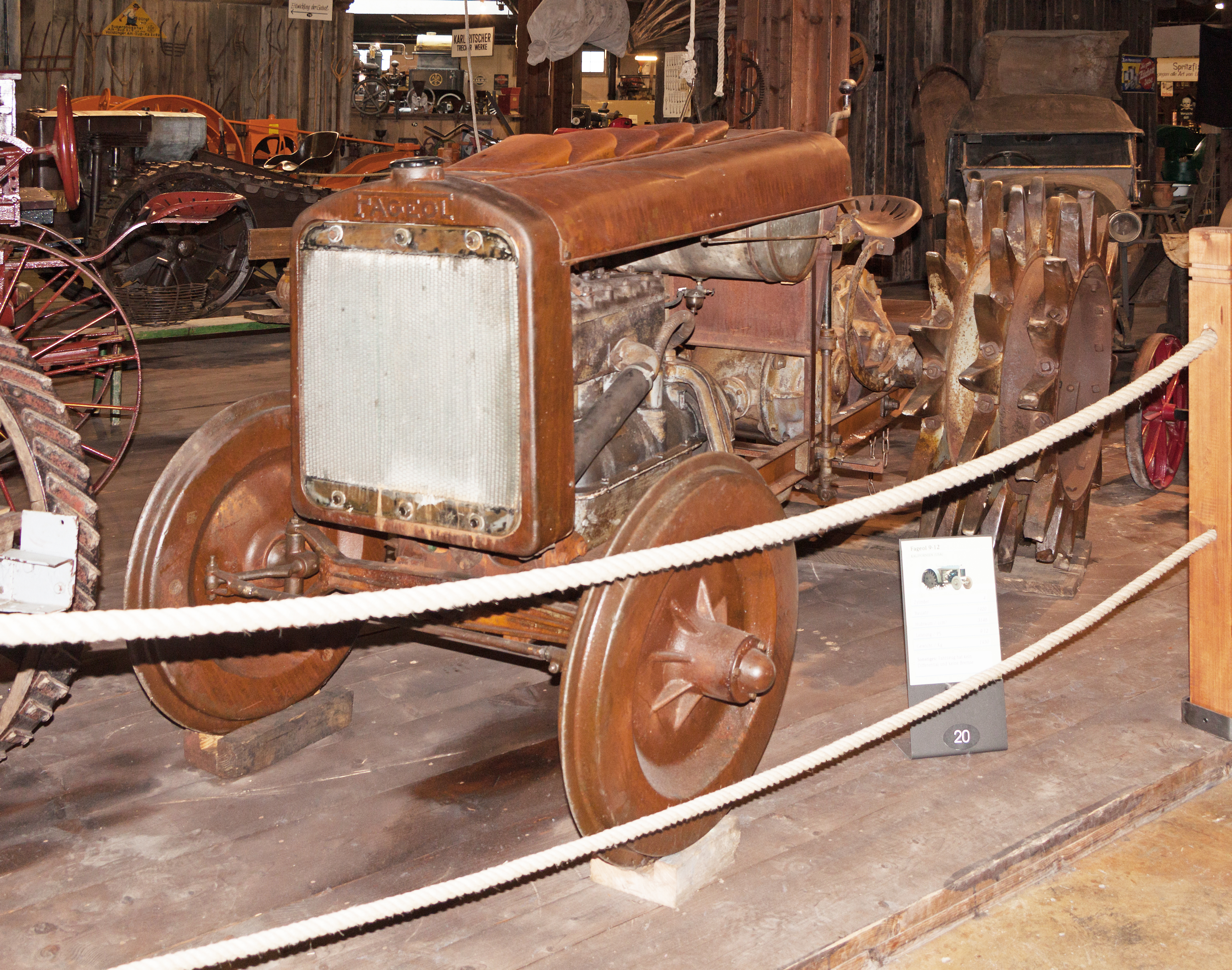
Fageol 9-12 (1920) Fageol motors
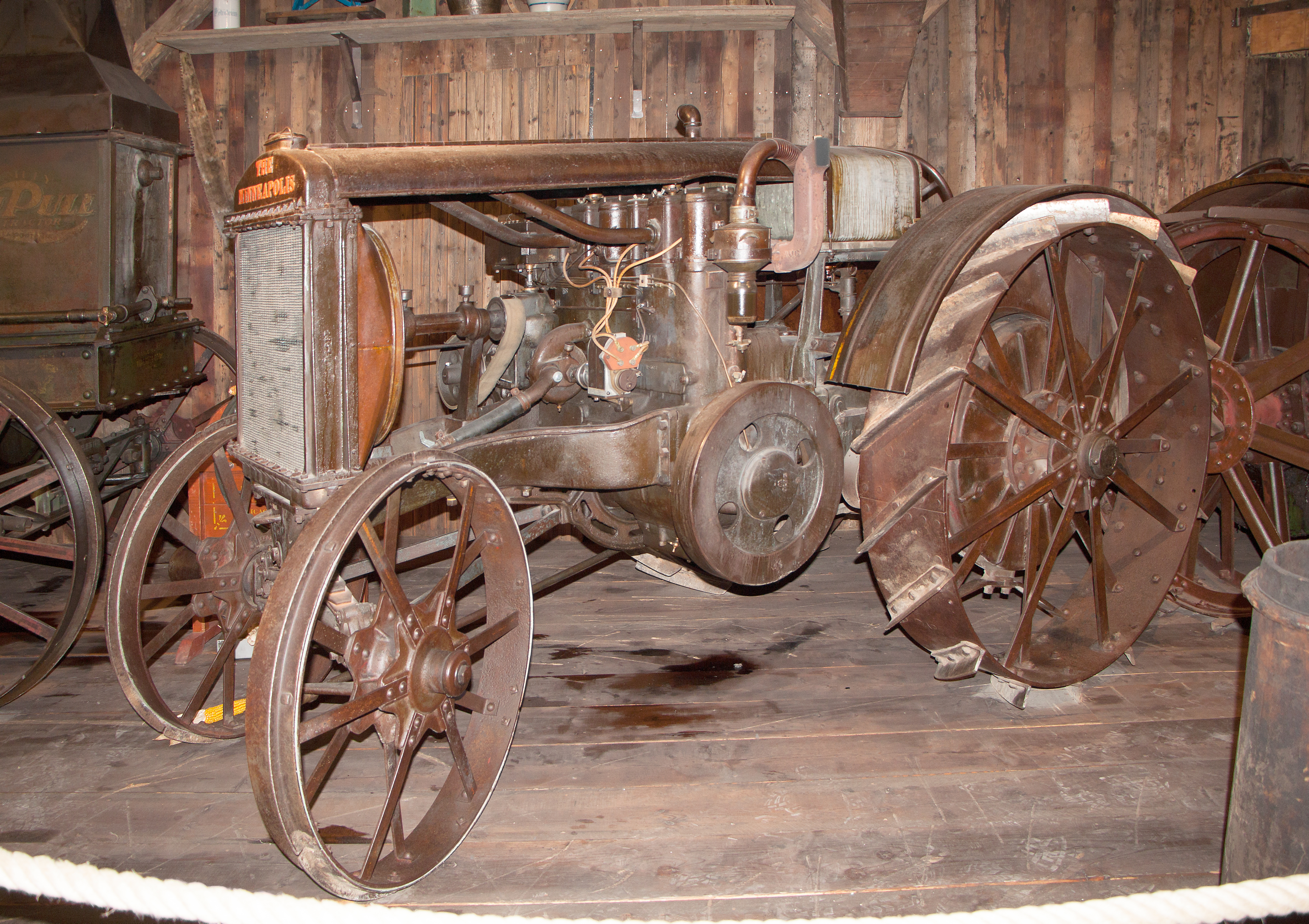
Minneapolis 17/30 A (1922) Minneapolis Threshing Machine Company
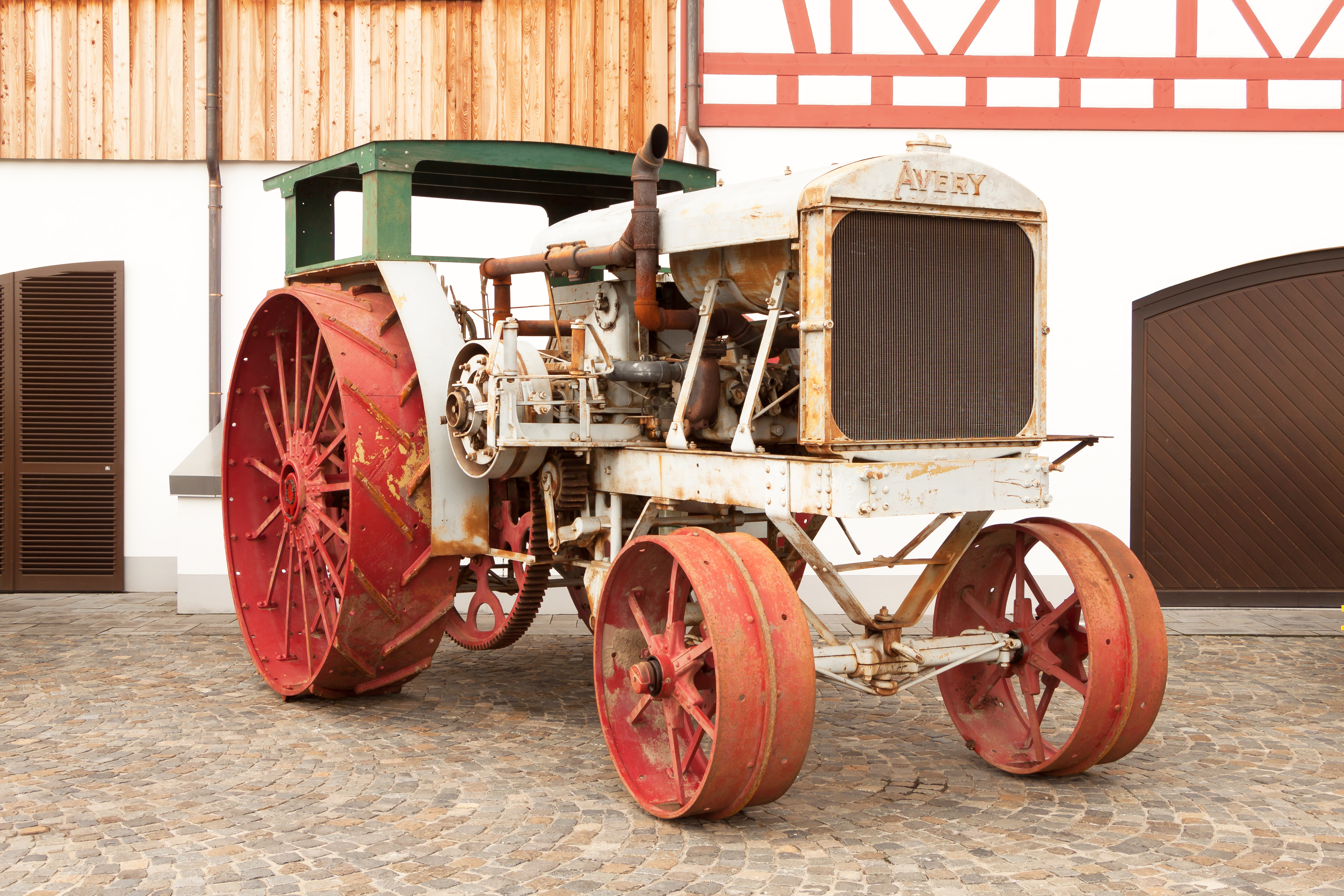
Avery 45-65 (1923) Avery Power Machinery Company
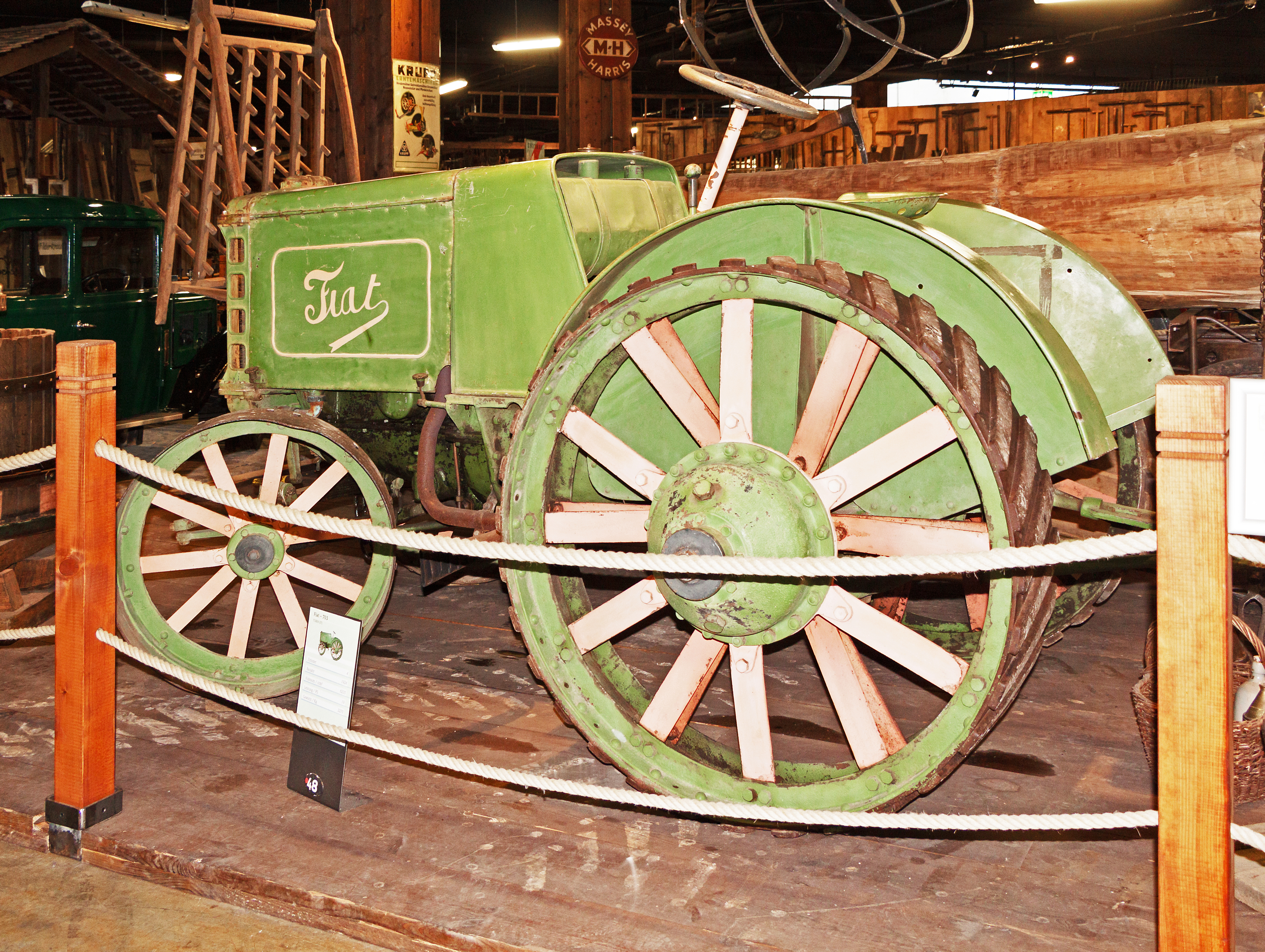
Fiat 703 (1924) Fiat
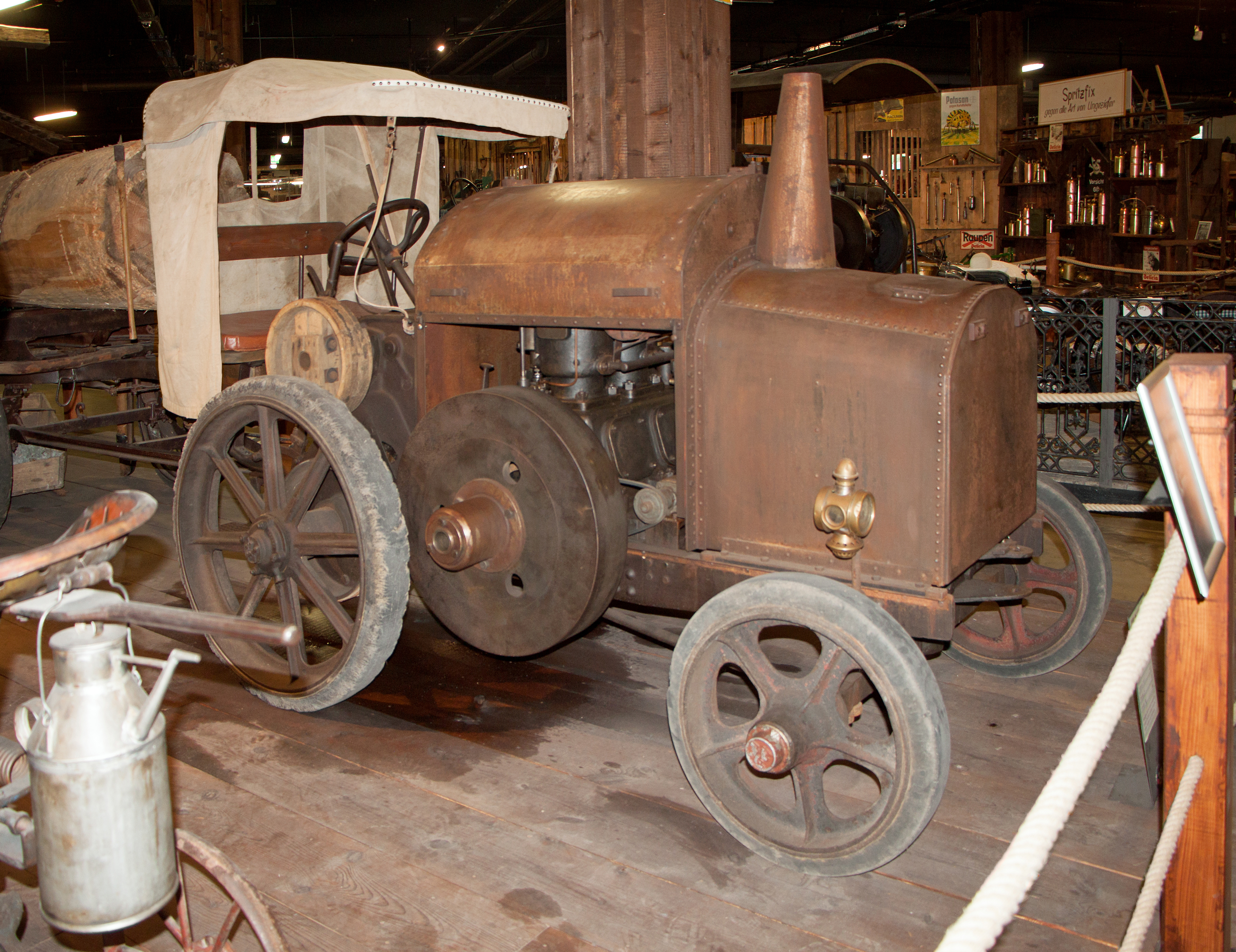
MWM Motorpferd (1925) Motoren-Werke Mannheim (MWM)
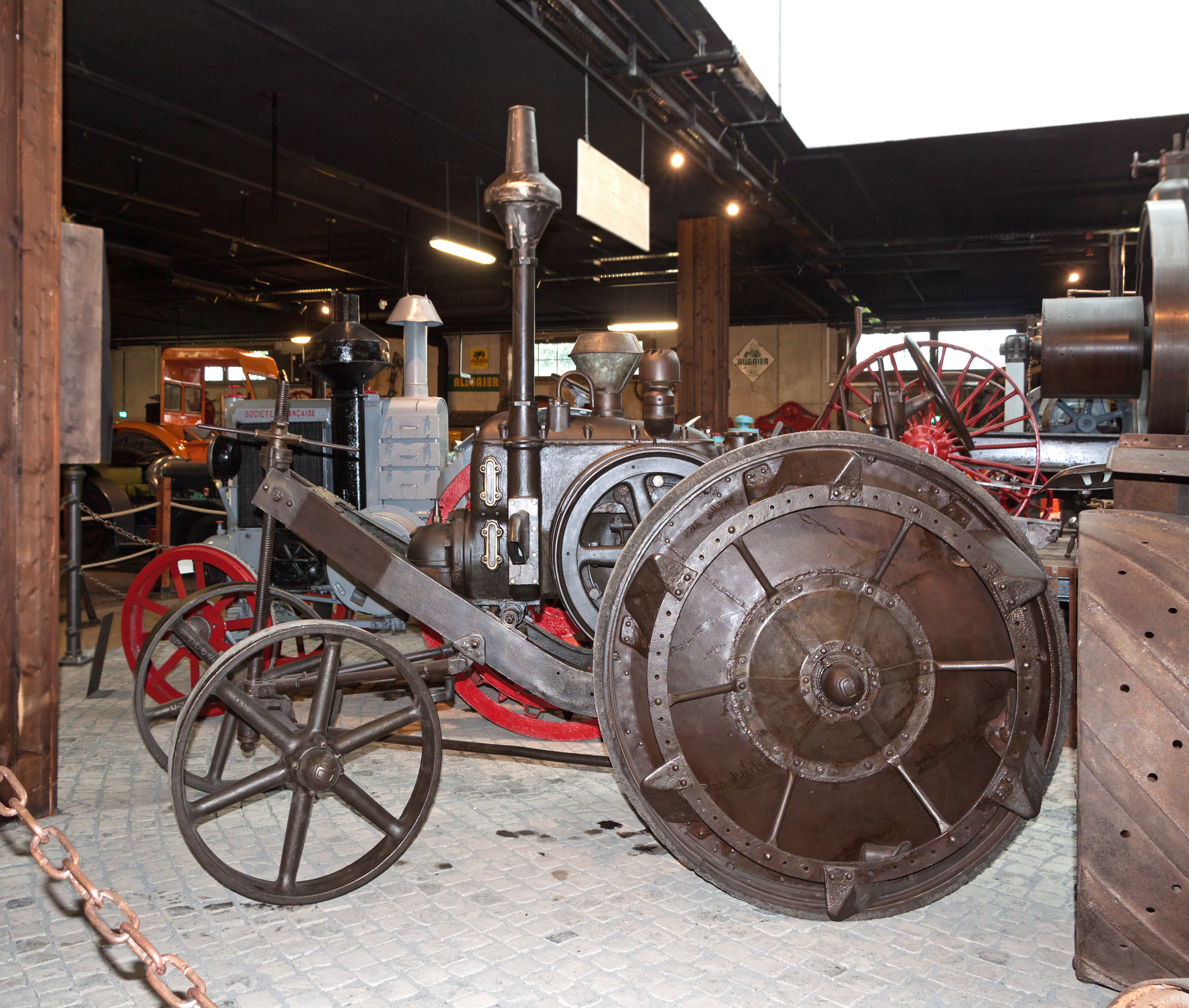
Doyen D (1927) A. Doyen & Fils
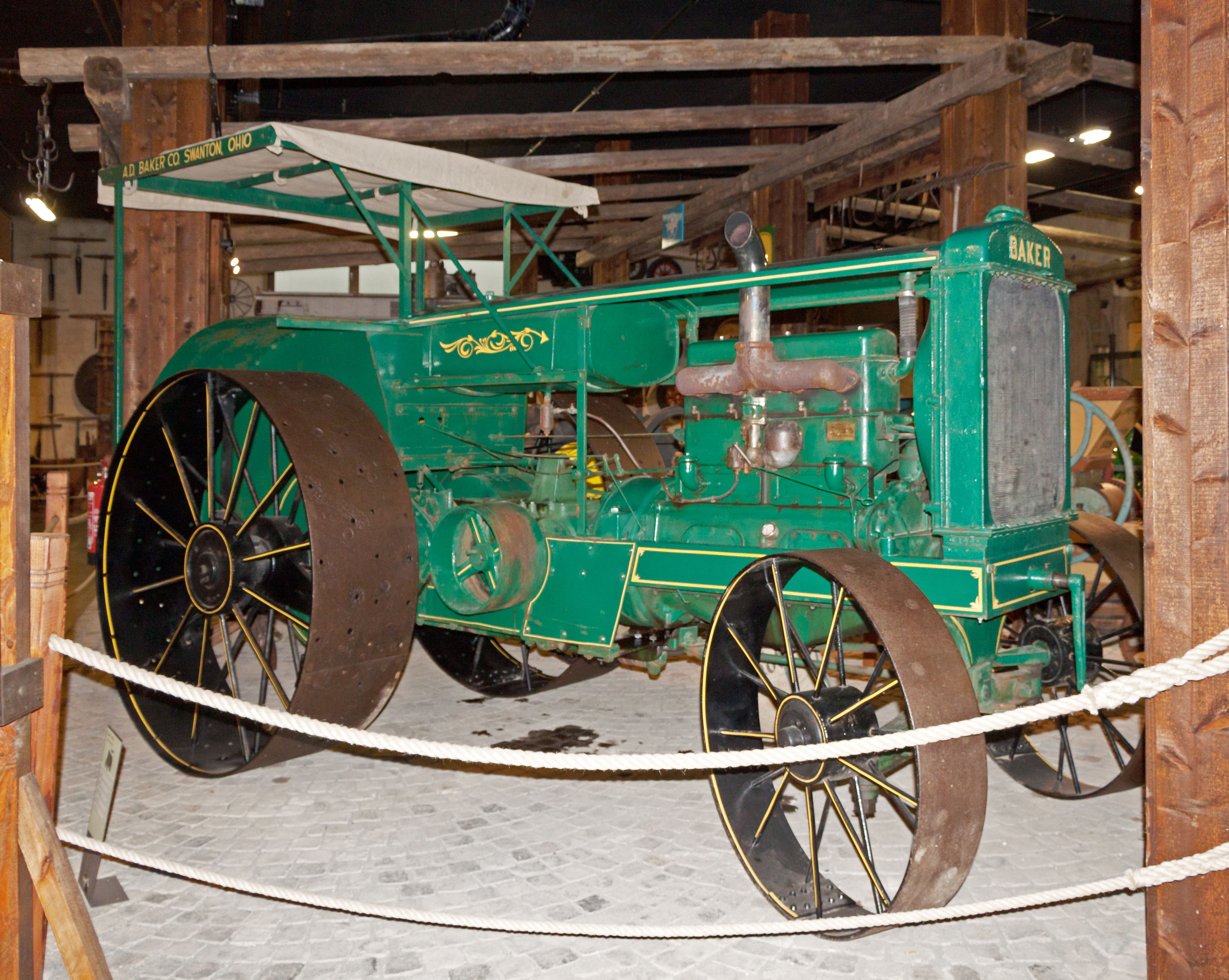
Baker 25-50 (1928) A.D. Baker Company
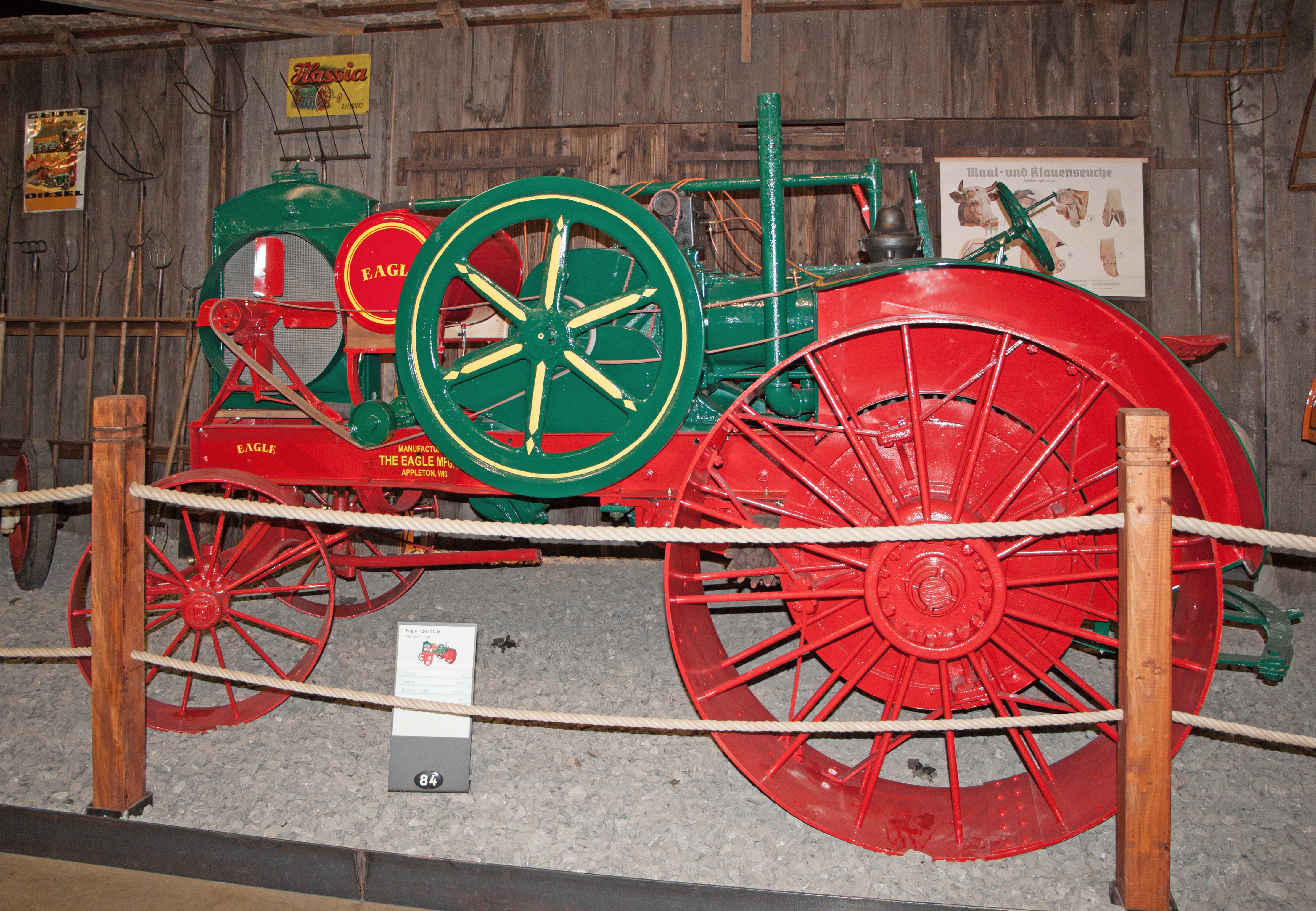
Eagle 20/40 H (1928) Eagle Manufacturing Company
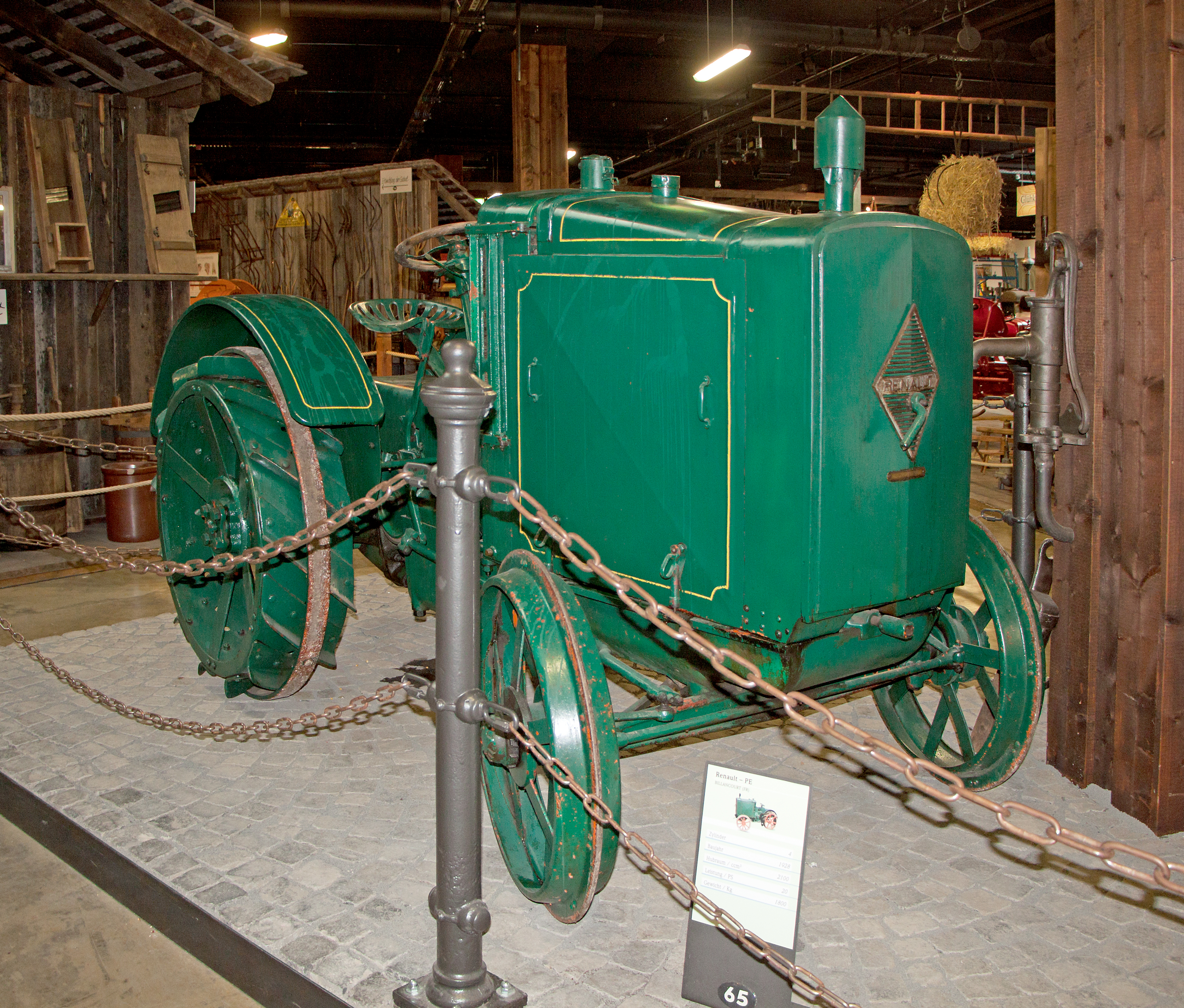
Renault PE (1928) Renault
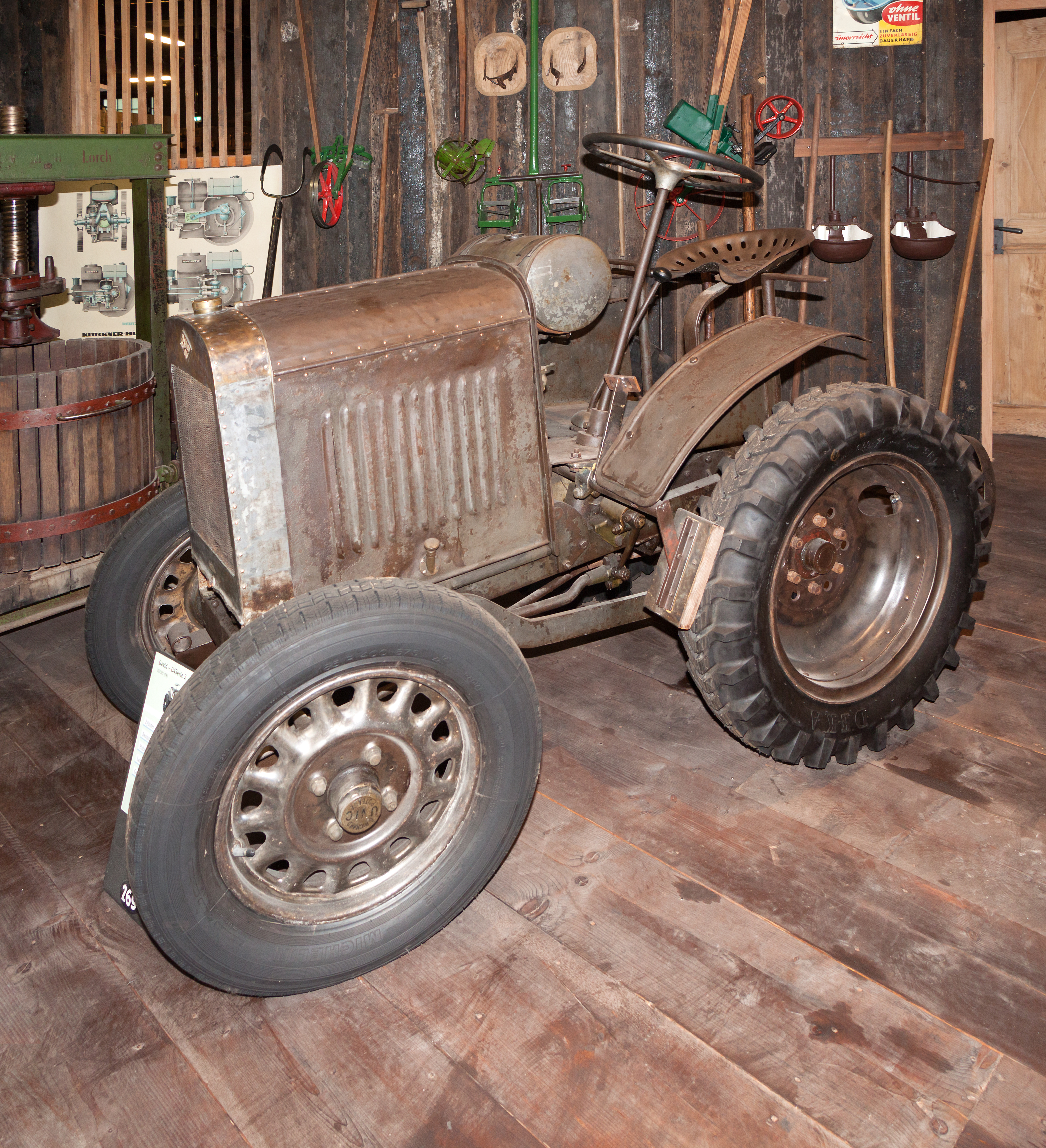
David D4 Series 2 (1932)
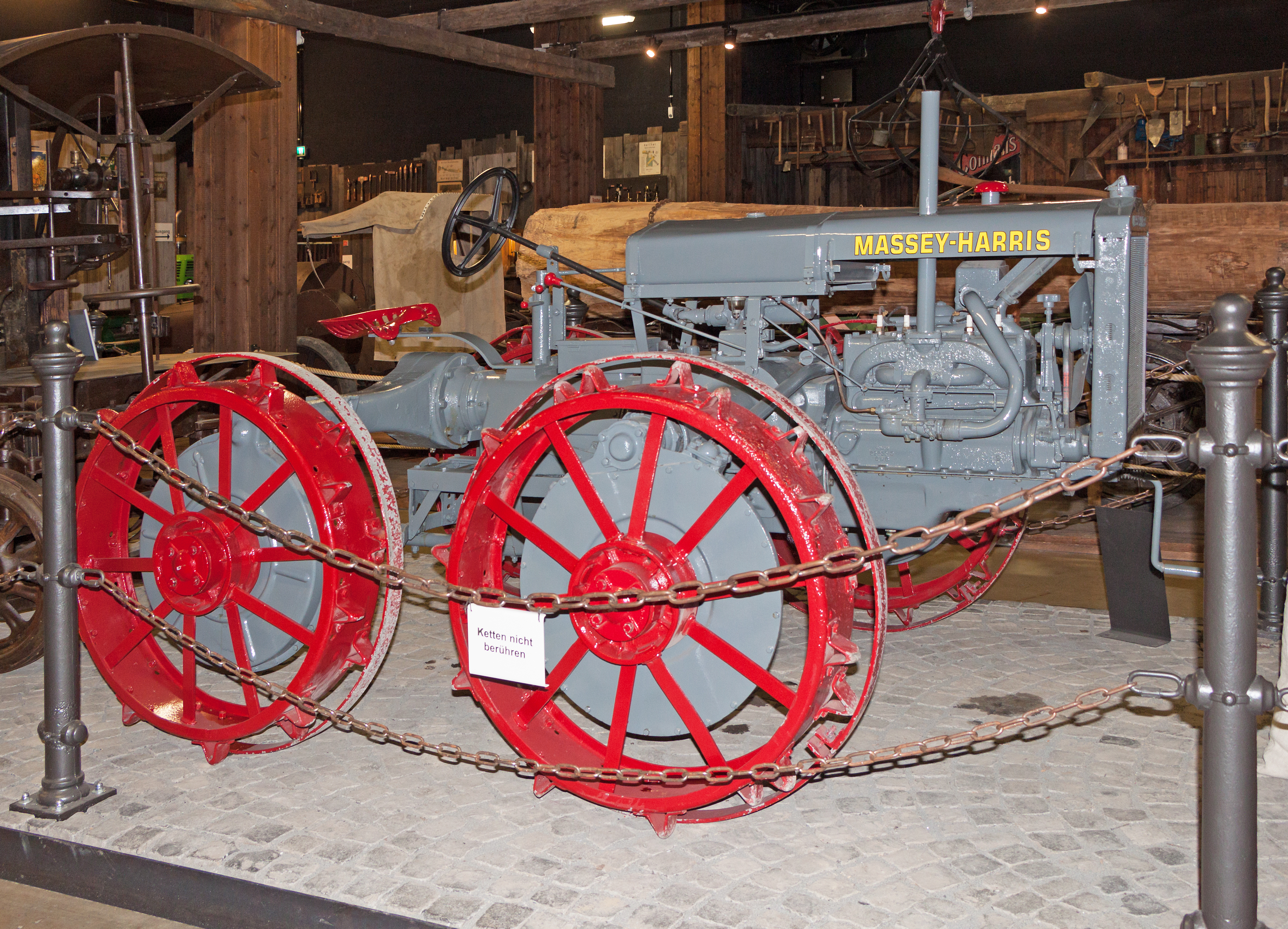
Massey Harris GP 15-22 (1933) Massey-Harris Company Limited
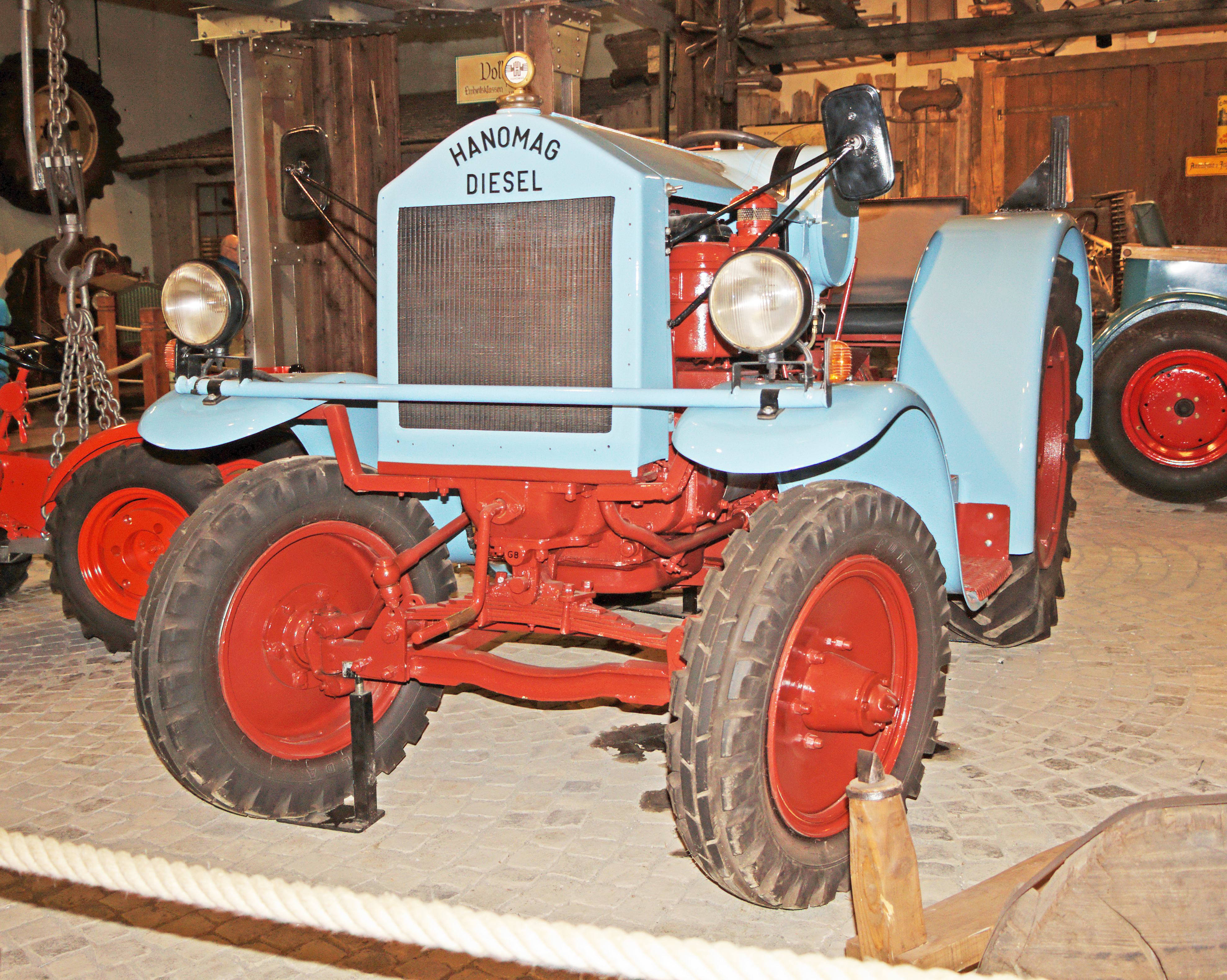
Hanomag SR45 (1936) Hannoversche Maschinenbau AG
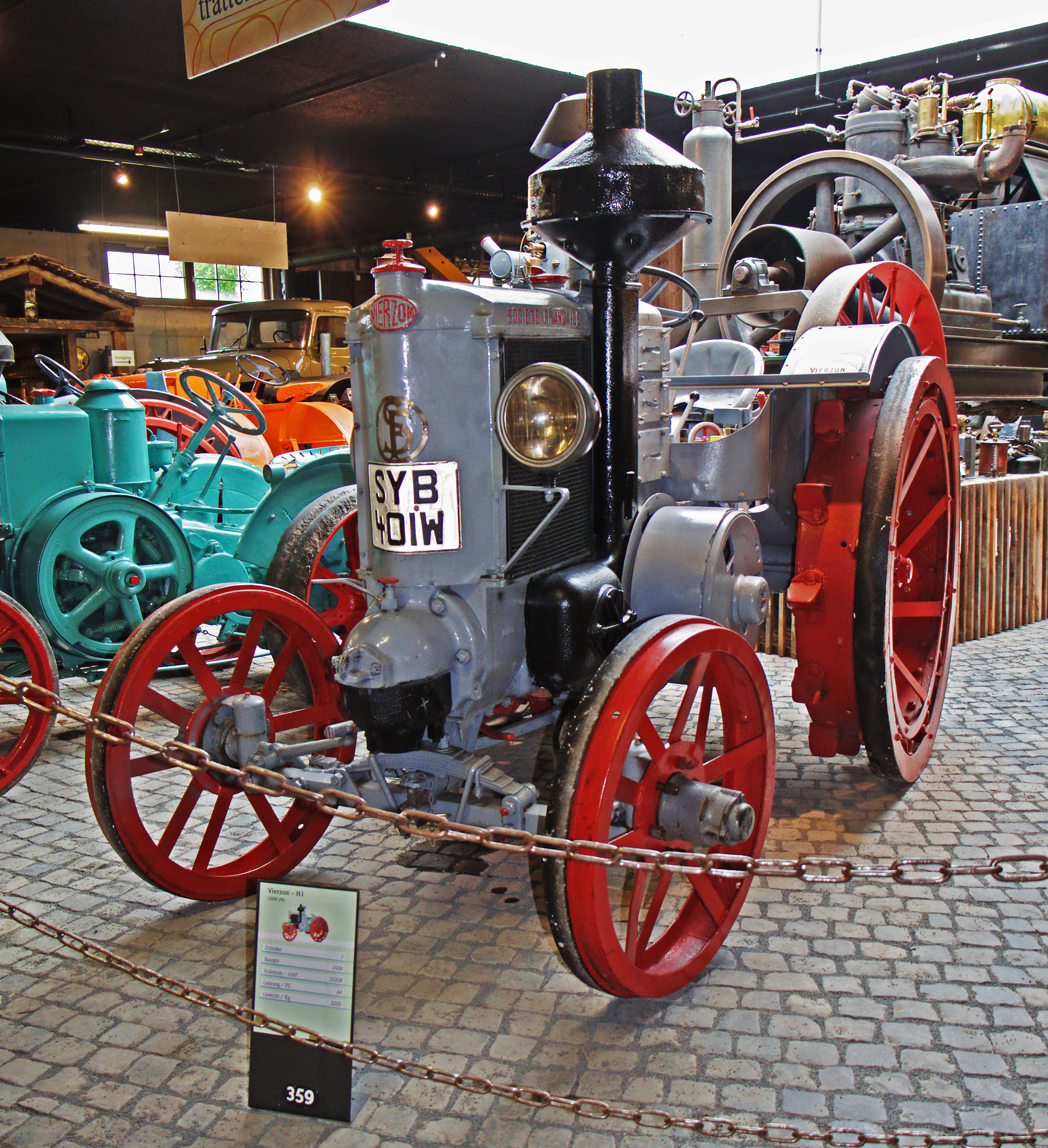
SFV Vierzon H1 (1936) Société française de Vierzon
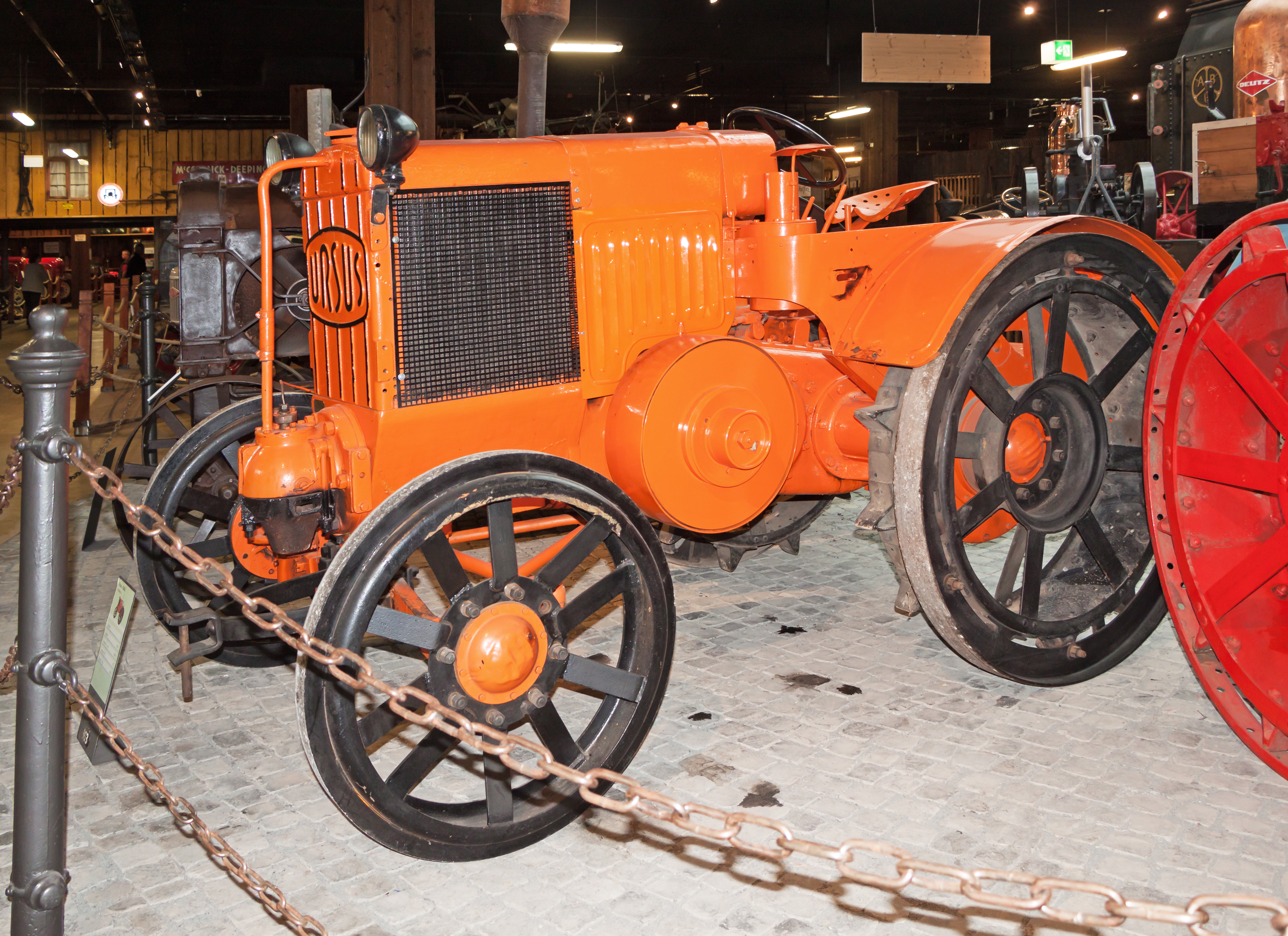
Ursus UB 45 (1936) Italtraktor
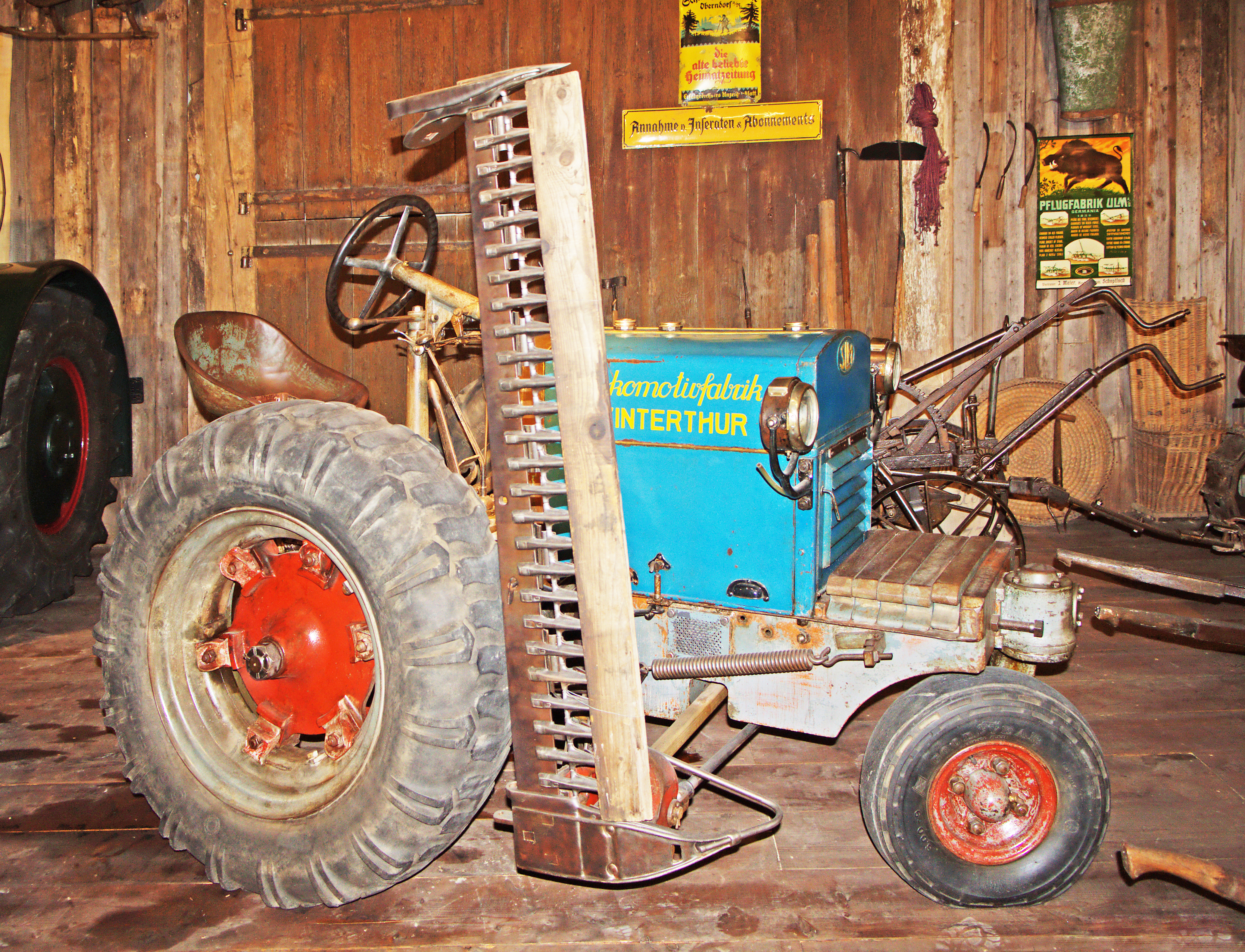
SLM-Loki LM (1938) Schweizerische Lokomotiv- und Maschinenfabrik (SLM)
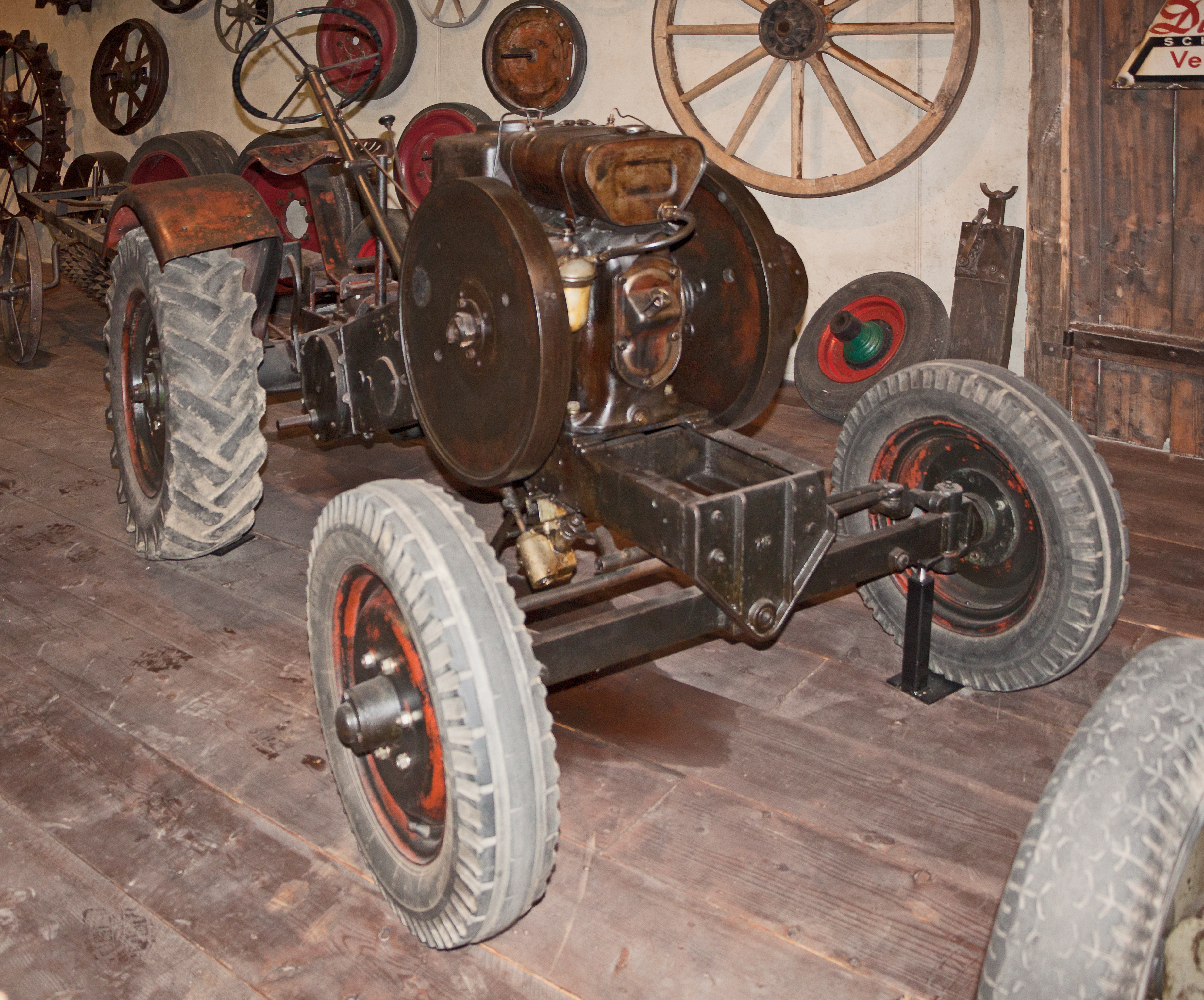
Fendt Dieselross F 18 (1939) Fendt
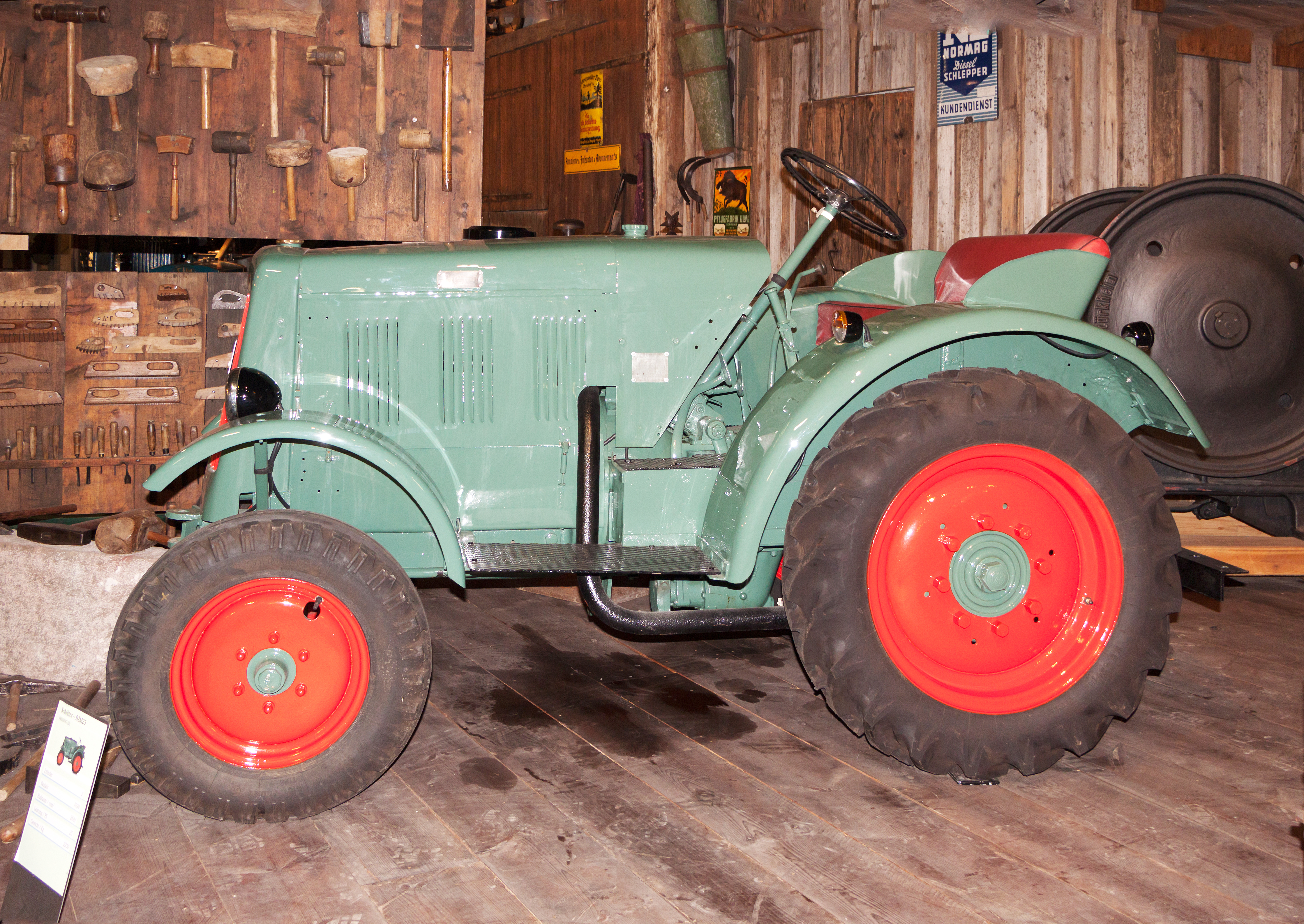
Schlüter DZM25 (1939) Anton Schlüter
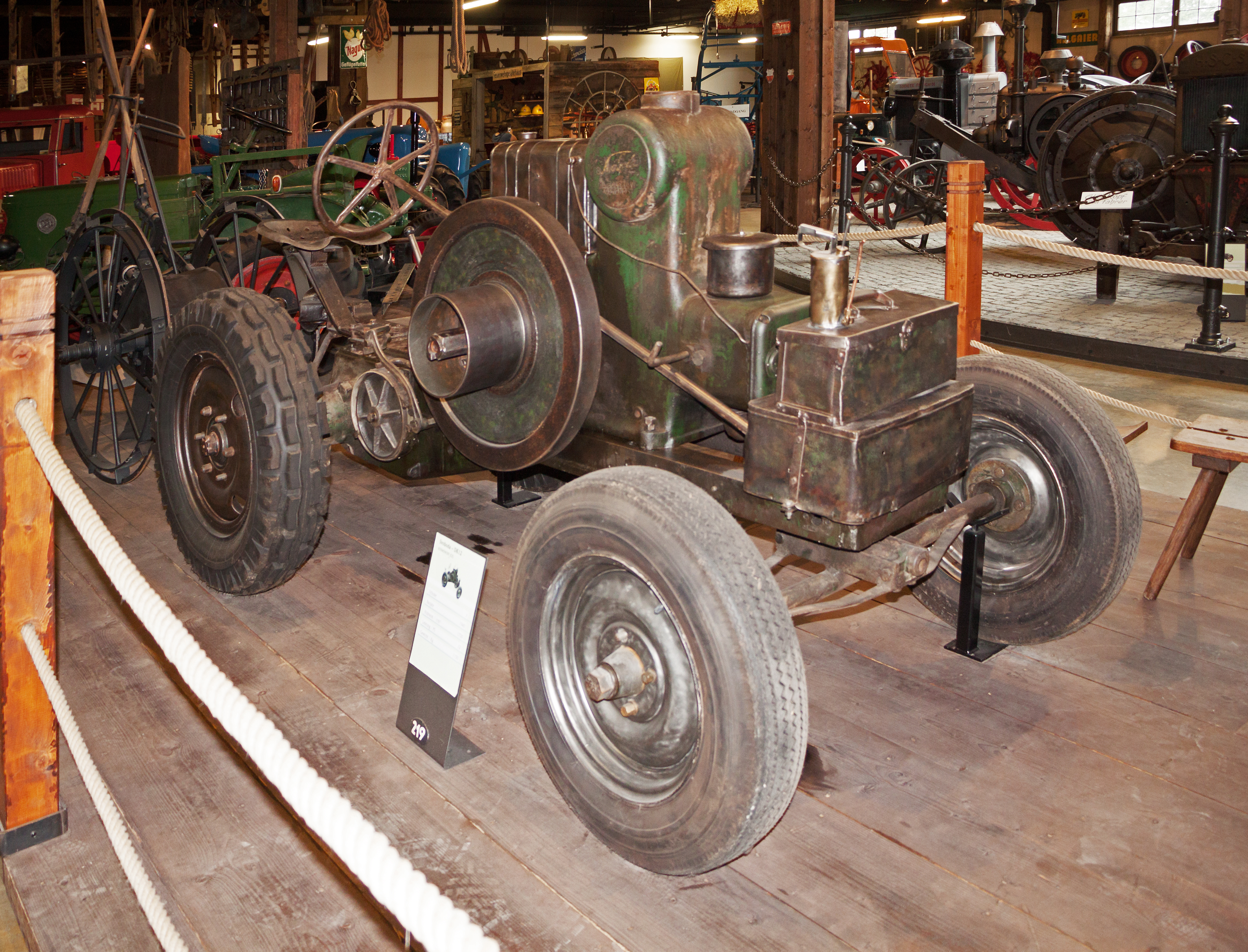
Svoboda DK 12 (1940) Svoboda motor
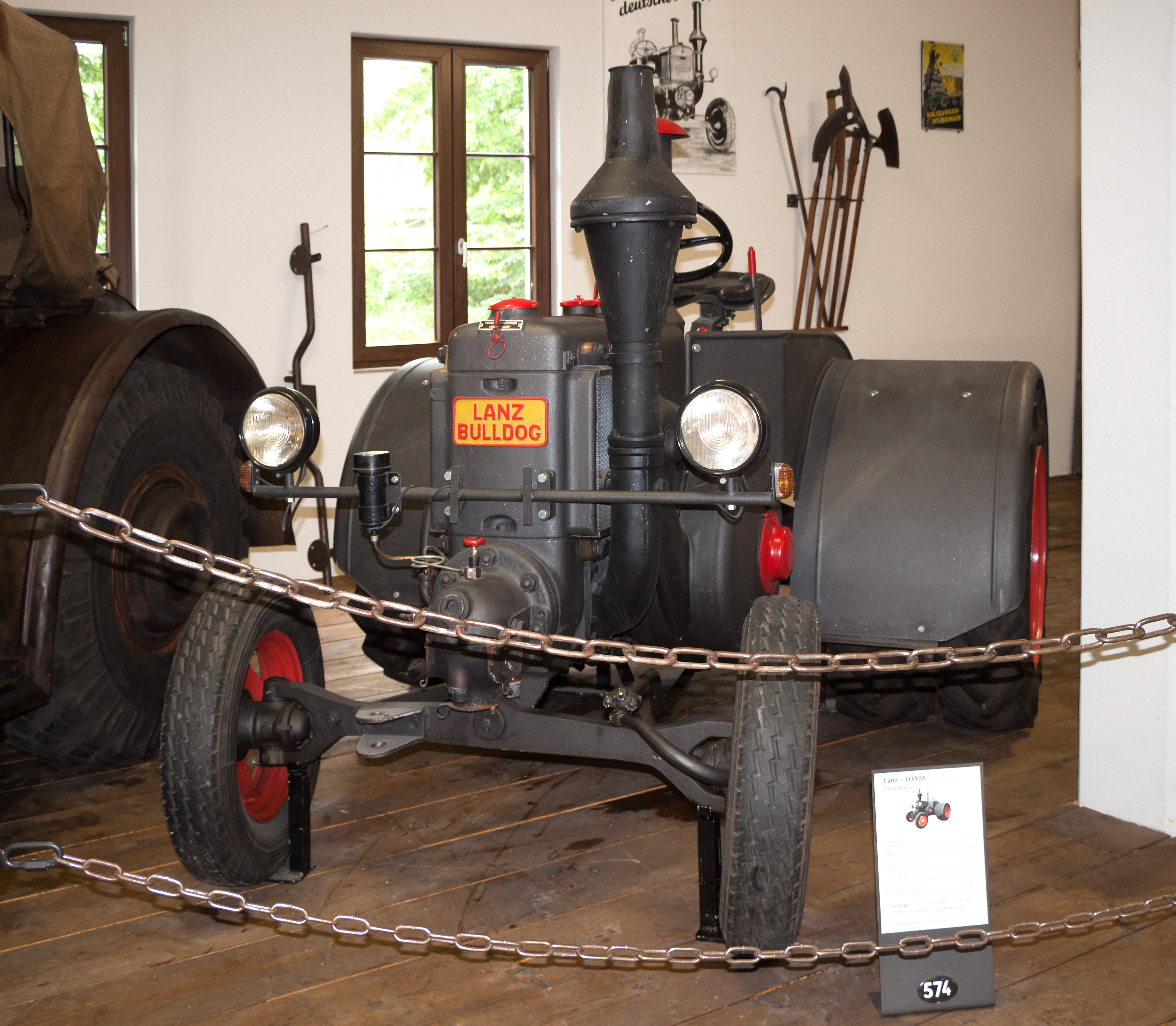
Lanz D 3506 modifiziert Heinrich Lanz AG
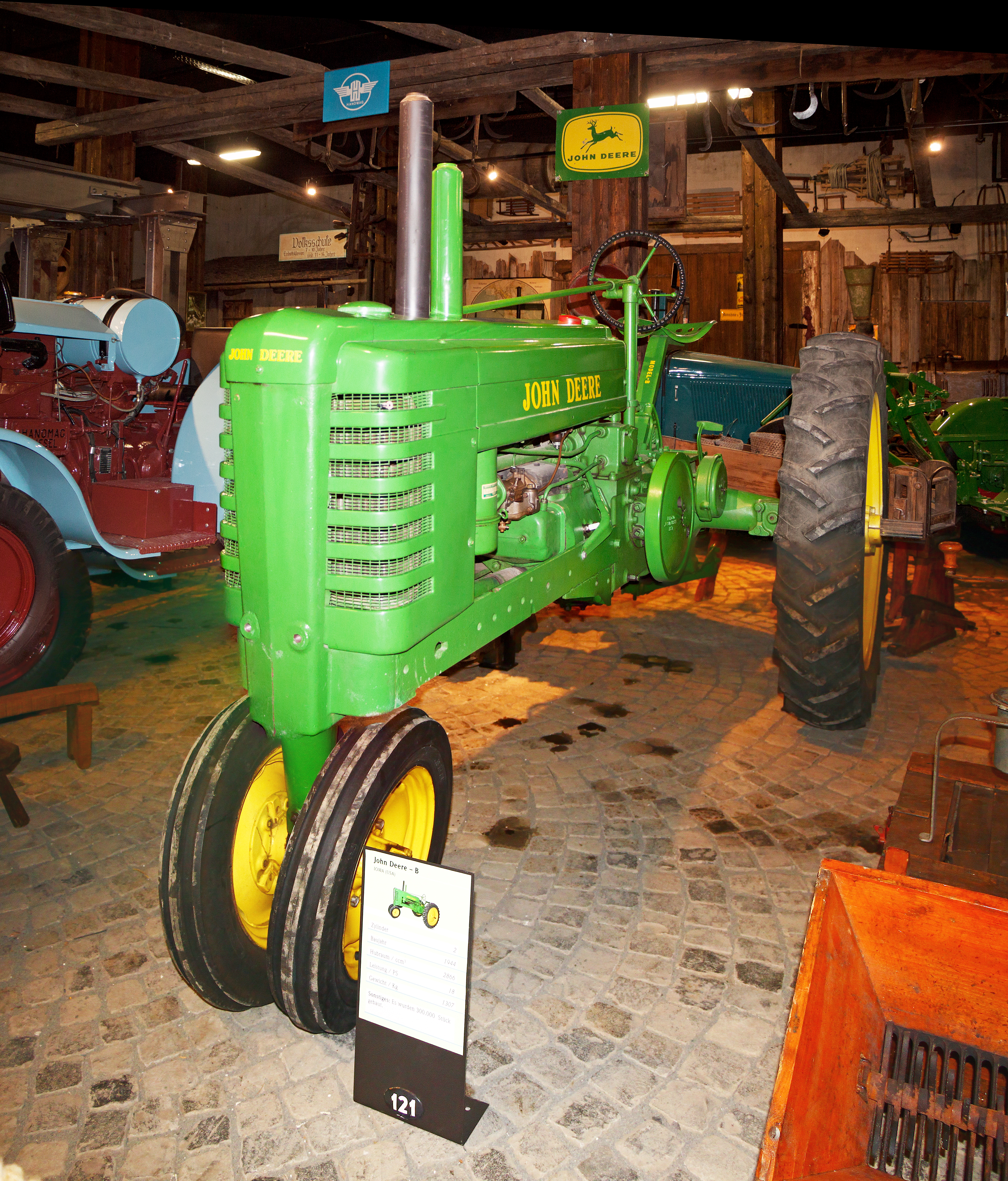
John Deere Model B (1944) John Deere Waterloo Tractor Works
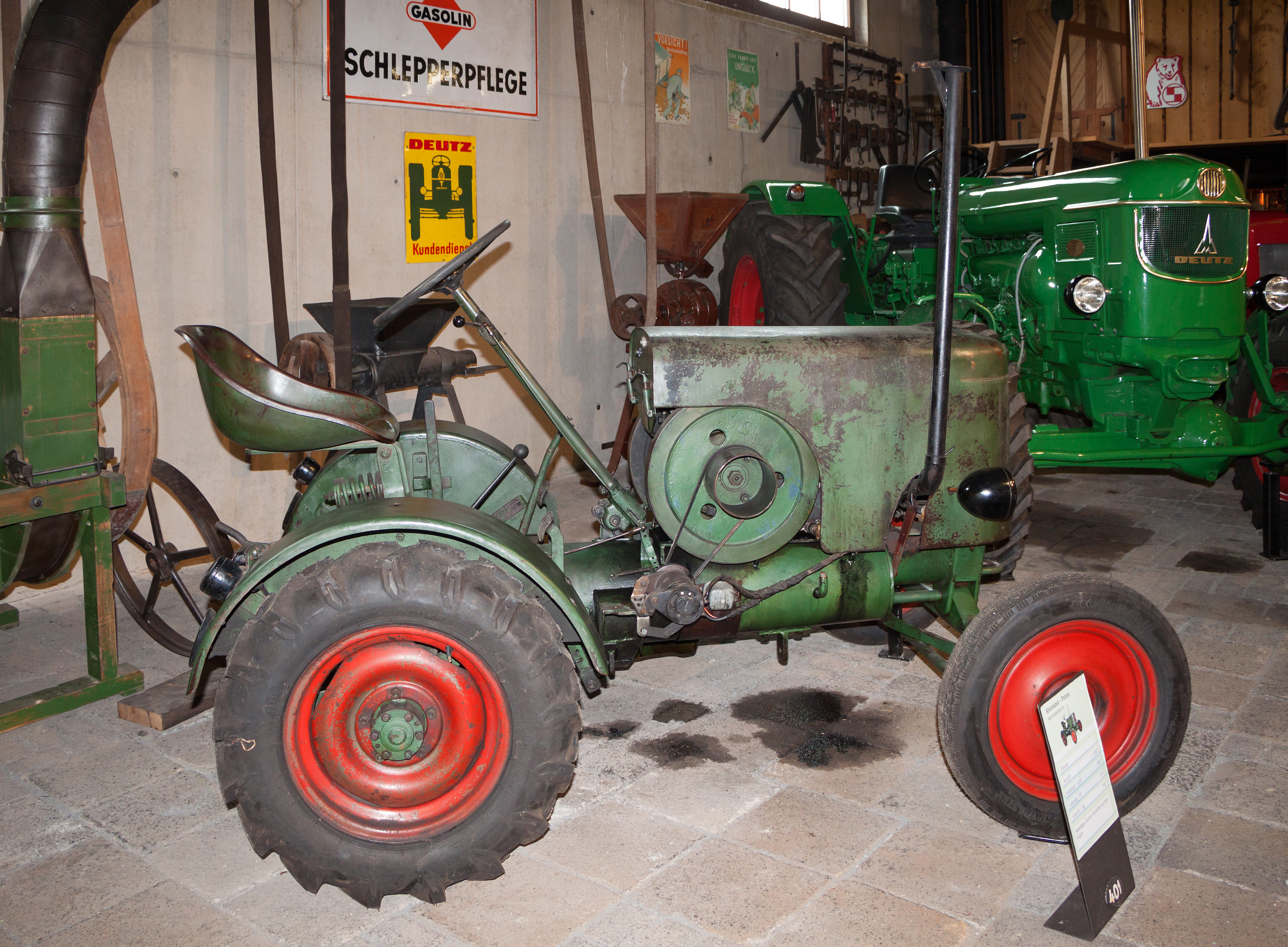
Kleinland Ponny (1952) Buritschek & Herrmann
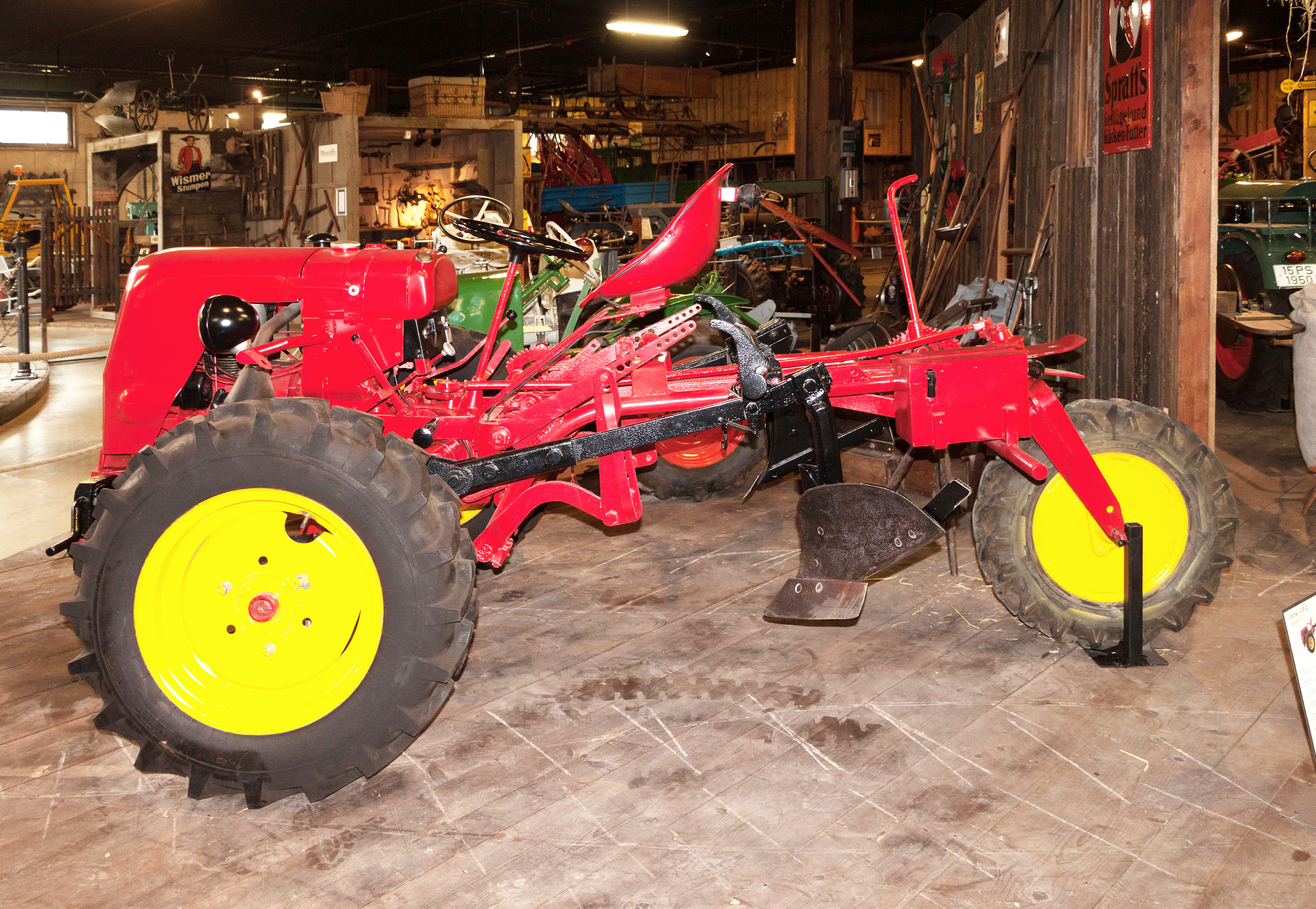
Unitrak UD 12 (1952) Metallwerk Creußen
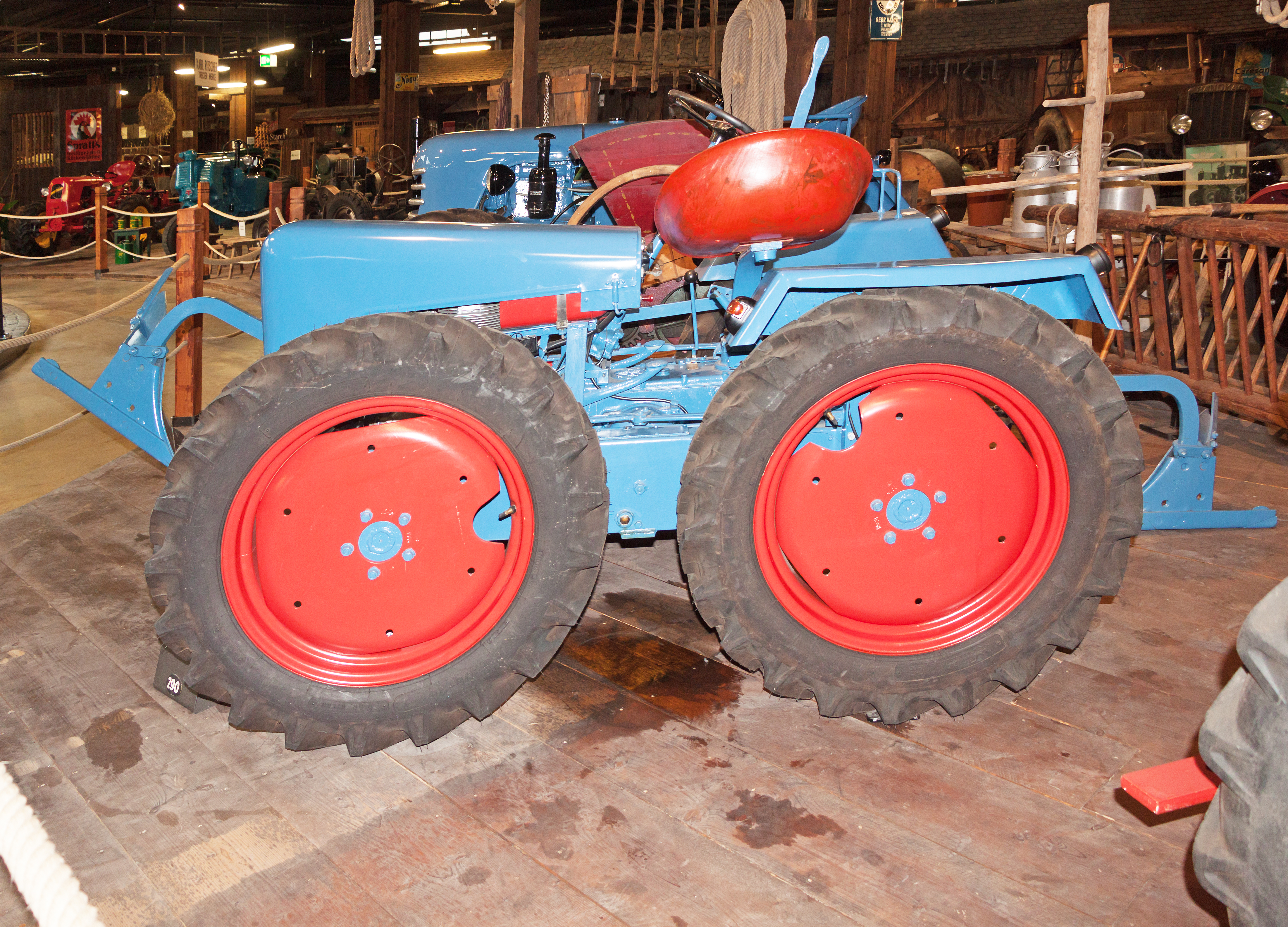
Ursus Bambi C10 (1957) Ursus Traktorenwerk
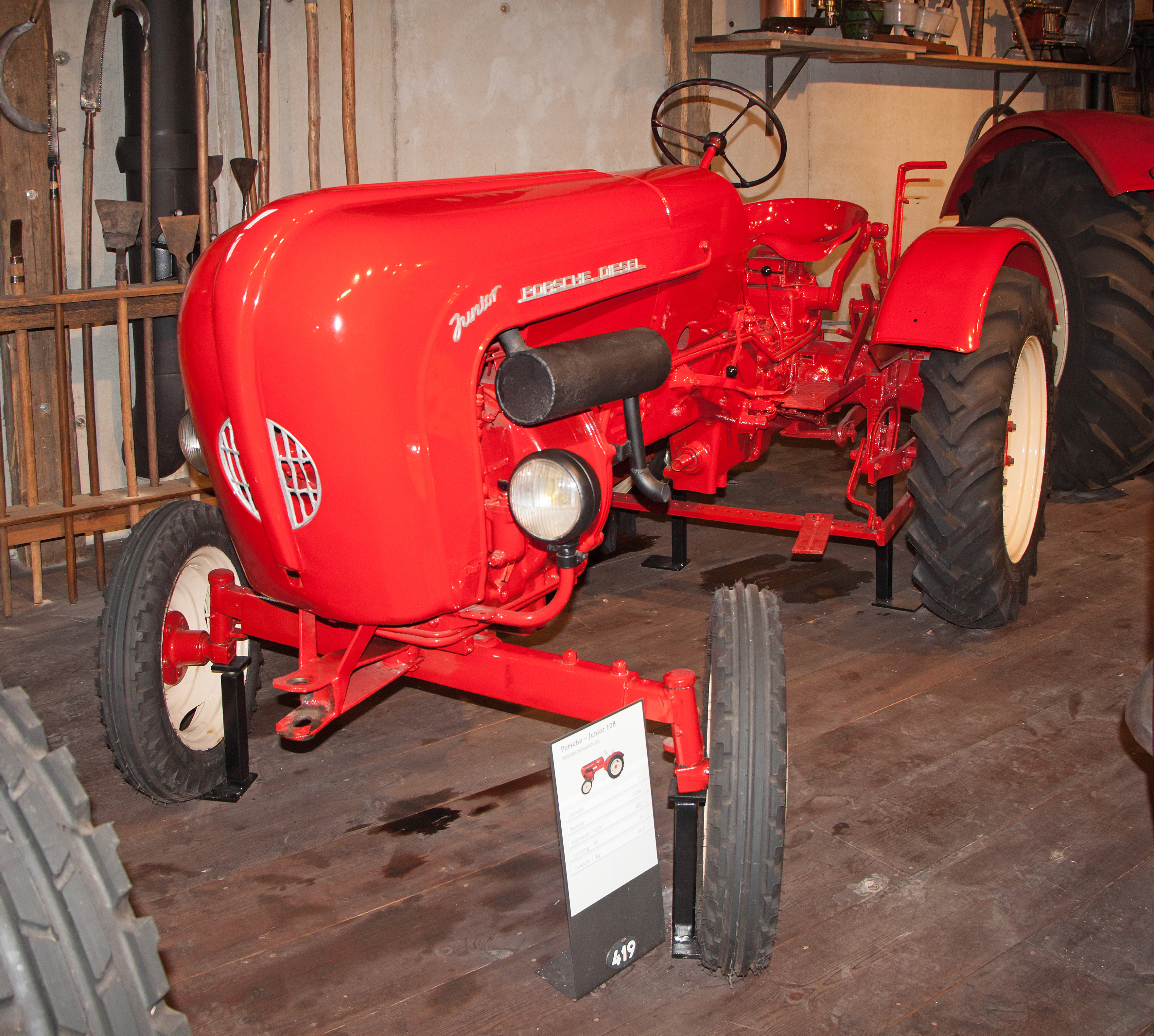
Porsche Junior 108 (1959) Porsche-Diesel Motorenbau GmbH
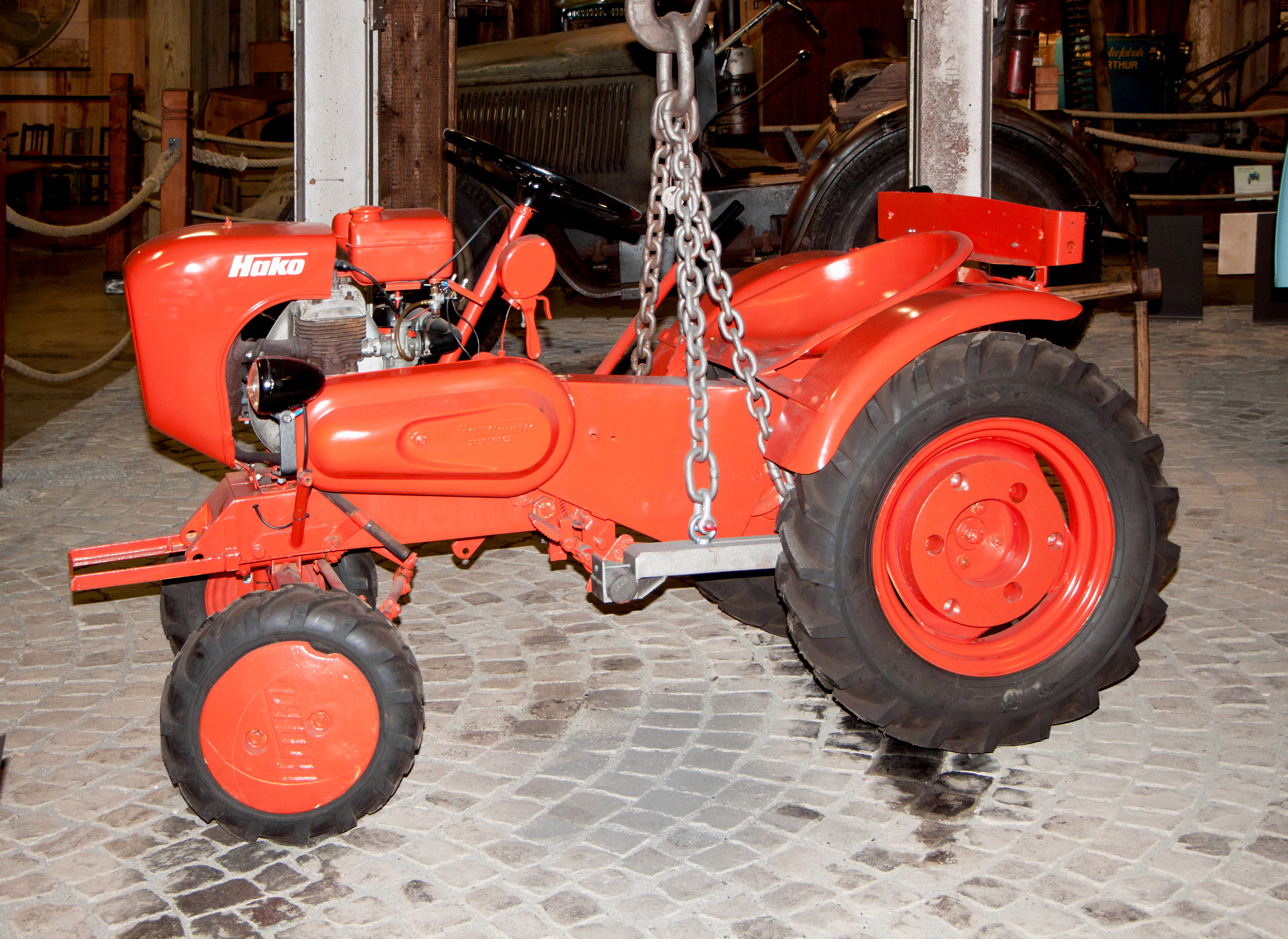
Hakotrac T6 (1961) HAho GmbH

### Alte Handwerke und Einrichtungen
Zu sehen sind Werkstätten und Einrichtungen des 19. Jahrhunderts: Böttcherwerkstatt, Holztransport mit Traktor, Traktorwerkstatt, Gerätschaften für die Hausschlachtung, Filderkrautherstellung, Schmiedemeisterwerkstatt mit Sammlung von Hufeisen, Werkstatt eines Wagnermeisters, Volksschulzimmer mit Einheitsklassen in einem Raum, Scherenschleifer, Wasch- und Plättanstalt mit Bügeleisenmodellen, Eisenwärmern und Wäschestampfern, Holz-Schuhmacher, Feuerwehrgeräte, Milchherstellung, Schuhmacherwerkstatt und zwei alte Benzinpumpen (Modell „eiserne Jungfrau“).

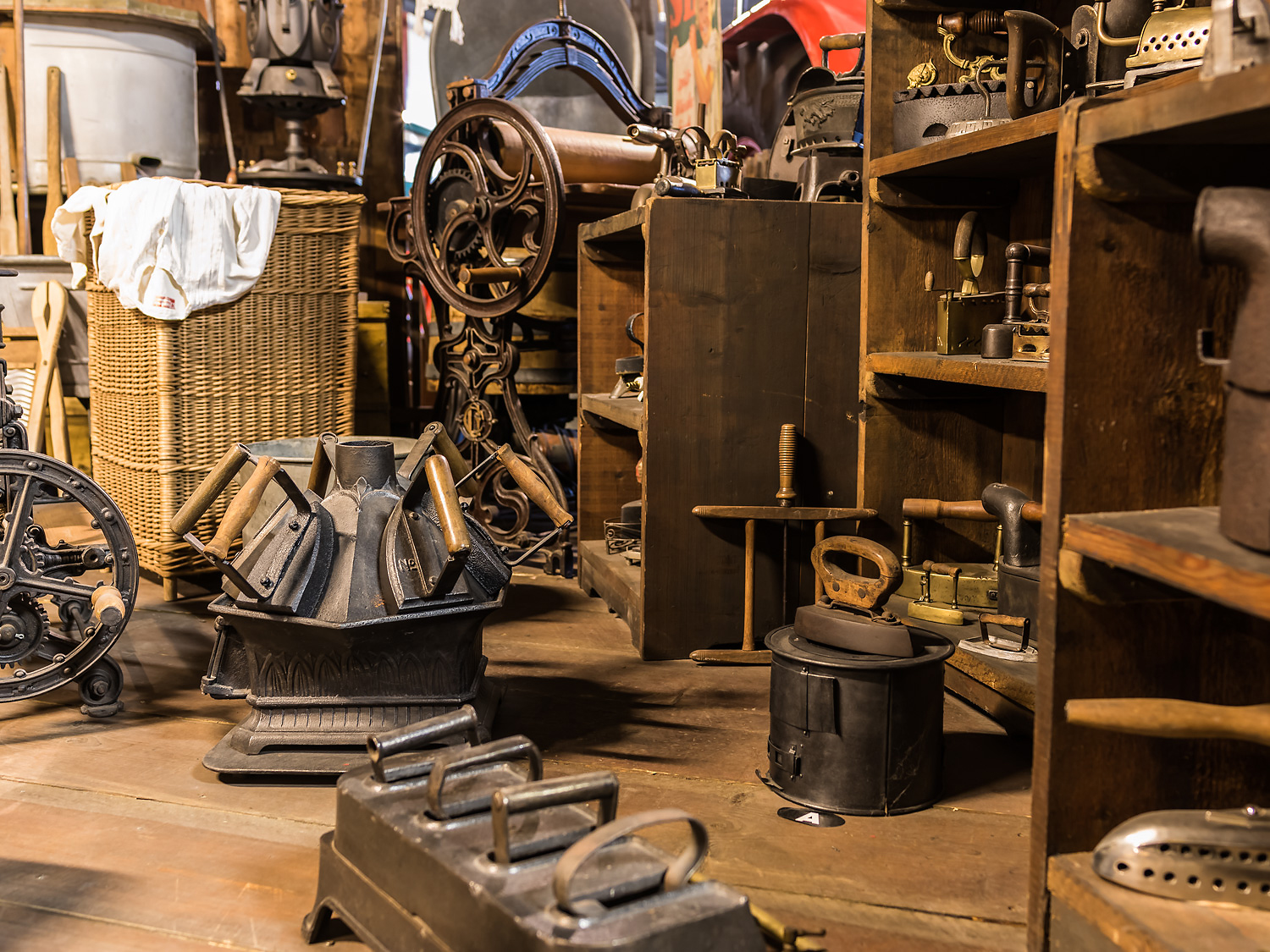
Alte Waschküche mit verschiedenen Bügeleisen
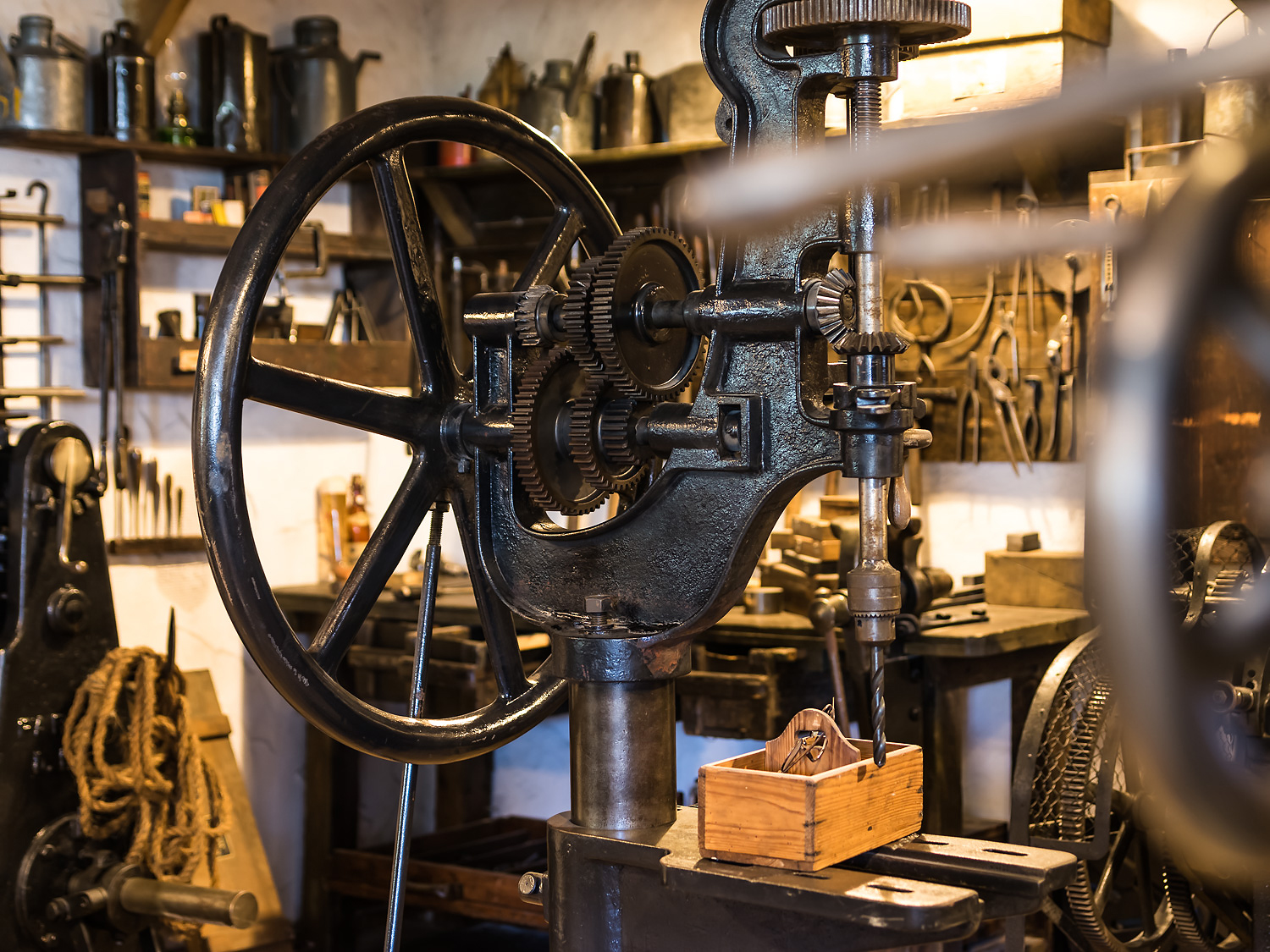
Mechanische Werkstatt

### Alte Arbeitsgeräte und Haushaltseinrichtungen
Die Arbeitsgeräte sind in Sammlungen gleichartiger Geräte zusammengefasst: Öllampen, Ölkannen, Hacken, Handbohrer, Schaufeln in Holz und Eisen, Eggen, Spielzeuge, Sammlung von Handsägen, Schubkarren, Kaffeemühlen, Waagen, Töpfe, Waffeleisen, Portionsschaufeln, Geräte zum Säen, Giftspritzen gegen Schädlinge, Ölkannen und Öltrichter, Sammlung von Hämmern und Seilzügen.

## Abteilung „Leben in der Stadt“
In der Abteilung Stadtleben führt der Rundgang an weit über 150 Automobilen und Motorrädern vorbei. Die ersten Fahrzeuge sahen bekanntlich wie Pferdekutschen aus. Anschließend gab es die eleganten großen Limousinen der 1920er und 1930er Jahre. Die Nachkriegszeit war besonders geprägt von Kleinwagen wie Isetta oder Goggomobil, die anschließend in den 1960er und 1970er Jahren bei wachsendem Wohlstand von den größeren Fahrzeugen verdrängt wurden. Der Gast wird beim Gang durch die Stadt an verschiedenen typischen Geschäften vorbeikommen, die Pelze, Hüte oder Lebensmittel usw. anbieten. Darüber hinaus kann immer wieder der Blick in ein Wohnzimmer der jeweiligen Epoche geworfen werden. Von der Gründerzeit bis zum Wohnzimmer der 1960er Jahre, mit Nierentisch und Tulpenlampen.
Beispiele der Automobile:
- BMW 3/15, München (D), Baujahr 1929
- Mercedes-Benz Unimog 416, Baujahr 1972
- Messerschmitt Kabinenroller

Städtische Umgebung

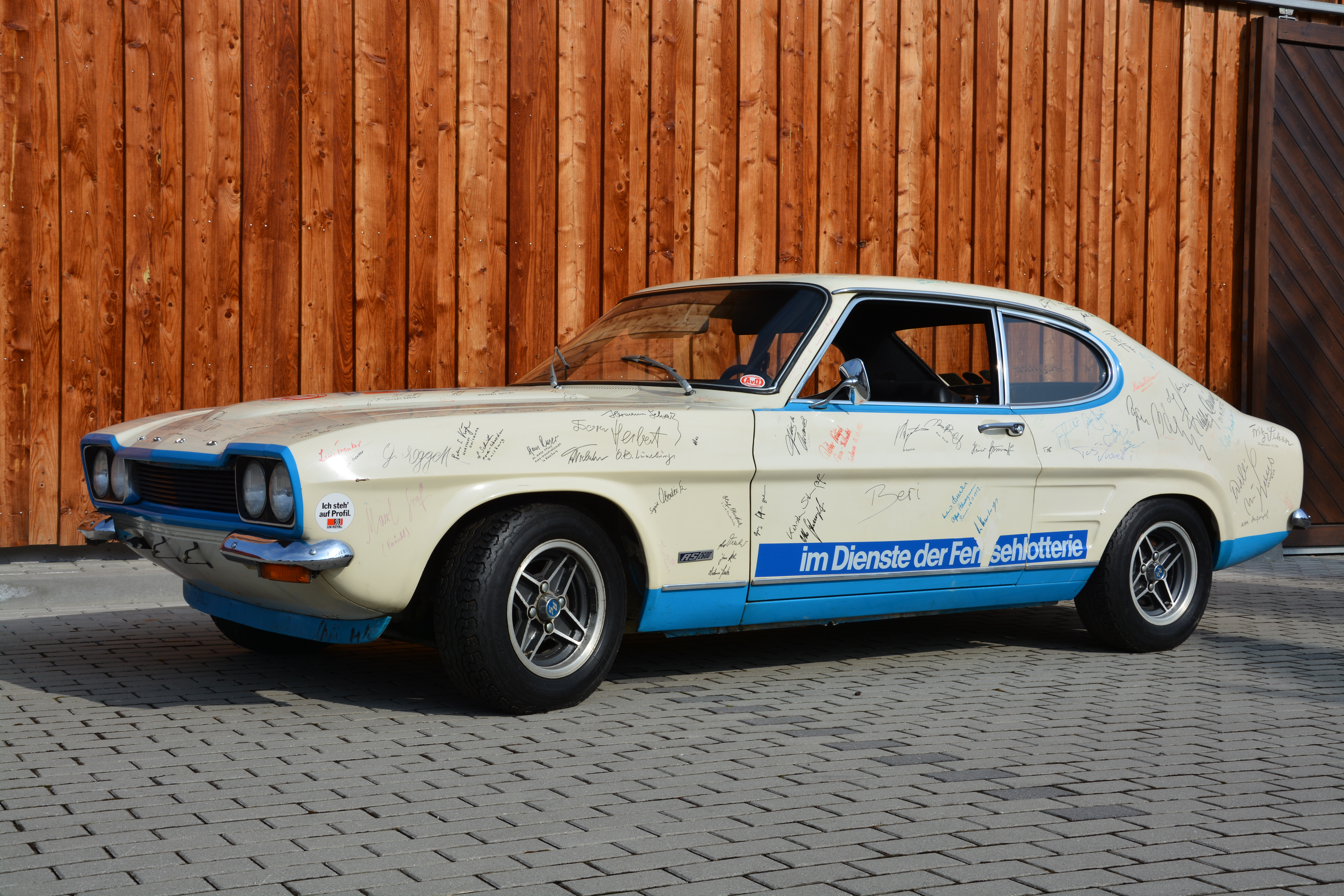
Ford Capri RS

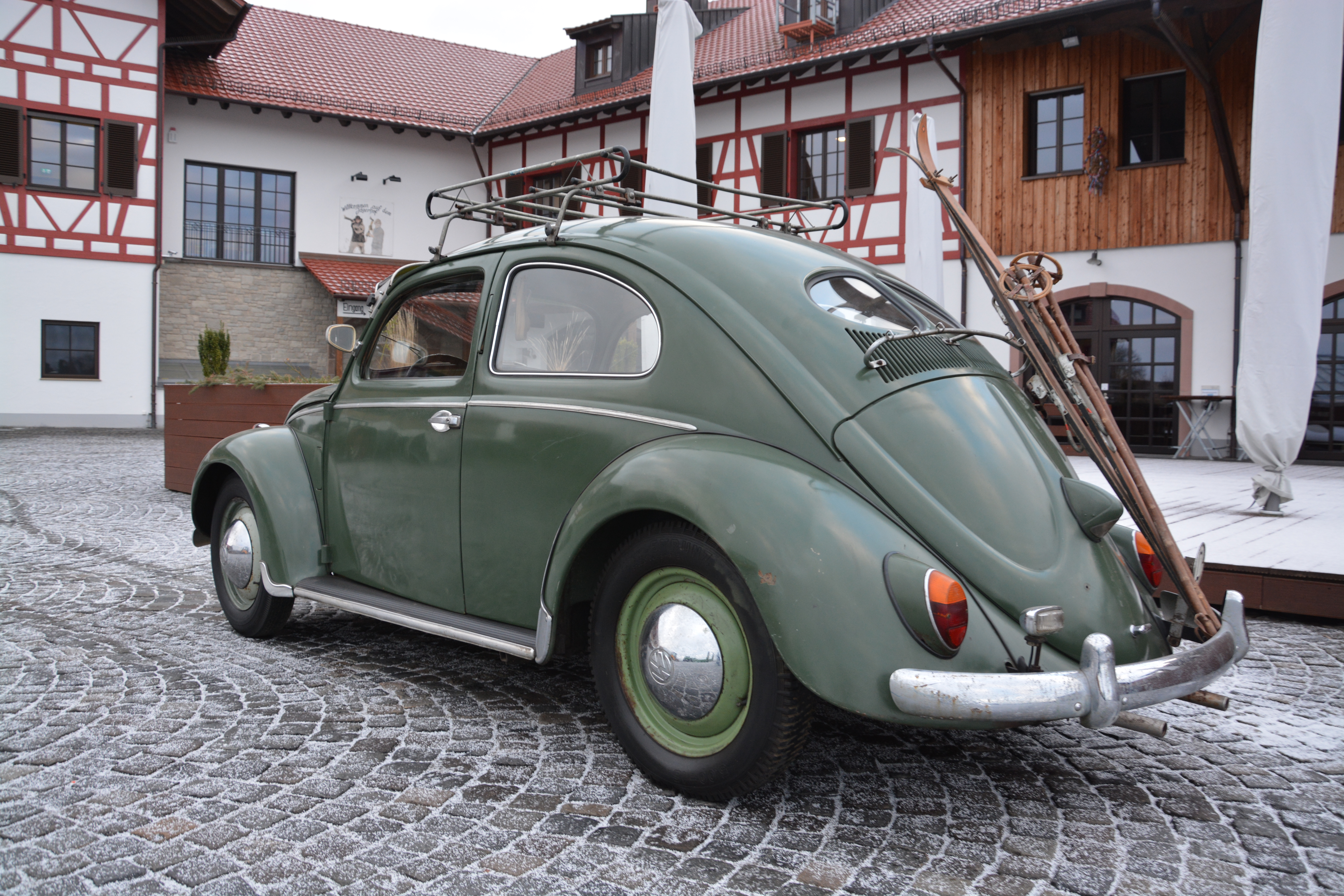
VW „Brezelkäfer“ (Heckleuchten nicht original)

Es werden eine Apotheke, ein Pelzgeschäft, eine Fahrradwerkstatt, eine Motorradwerkstatt, ein Friseursalon sowie ein Kiosk und typische Wohnzimmer mit ihrer Möblierung aus der jeweiligen Epoche gezeigt.

## Filme
- Maailmalla: Auto & Traktor Museum Bodensee, Deutschland bei youtube
- soundgarden audioguidance GmbH: Traktormuseum Bodensee / O-Ton-Aufnahmen bei youtube